# Kostel svatého Jakuba Staršího (Brno)
Kostel svatého Jakuba Staršího (též svatého Jakuba Většího) je pozdně gotický trojlodní halový kostel nacházející se na Jakubském náměstí v historickém centru města Brna, jehož historie sahá do počátku 13. století. Jedná se o významně dochovanou památku městské církevní architektury na českém území. V roce 1995 byl prohlášen národní kulturní památkou. Je zde pochován obránce města proti švédskému obléhání, maršál Louis Raduit de Souches. Je farním kostelem farnosti Brno-sv. Jakub.

## Stavební vývoj

### Románská a vrcholně gotická fáze (13. – 15. století)
První zmínky o kostele pochází z roku 1228 z listin Přemysla Otakara I., kterými 7. listopadu potvrdil farnosti všechna práva a 6. prosince potvrdil patronát cisterciačkám z oslavanského kláštera v čele s abatyší Heilwidou. Olomoucký biskup Robert kostel někdy mezi lety 1228–1231 vysvětil a listinou z roku 1231 znovu potvrdil farní práva a stanovily se i farní hranice. Tento dokument uvádí, že kostel byl založen markrabětem Vladislavem Jindřichem. První románská stavba tedy začala vznikat někdy v letech 1201–1222 mezi nástupem biskupa Roberta do úřadu a smrtí markraběte Jindřicha. V této době sloužil výhradně pro potřeby německých, flanderských a valonských kolonistů. Valoni poté docházeli do kostela sv. Mikuláše na Dolním trhu (dnešním Náměstí Svobody), který se stal filiálním. Pro česky mluvící farníky byl určen kostel sv. Petra. Okolo kostela vznikl také brzy hřbitov, který byl od roku 1293 k dispozici i ostatním neněmeckým farníkům. Podoba stavby pravděpodobně typově nevybočovala z tehdejší moravské románské architektury, tedy bazilikální trojlodí s dvojicí západních věží a chórem.
Z archeologických nálezů vyplývá, že někdy na konci 13. až začátku 14. století byl románský kostel nahrazen vrcholně gotickou stavbou o přibližně stejných rozměrech, jako je kostel stávající. Ta byla ale téměř beze zbytku odstraněna a nahrazena stavbou současnou. V této době je také doložena fundace množství oltářů, např. sv. Víta (1413), sv. Filipa a Jakuba (1423), sv. Kříže (1429), nebo sv. Anny (1446).

### Současná pozdně gotická stavba (15. století – 1592)

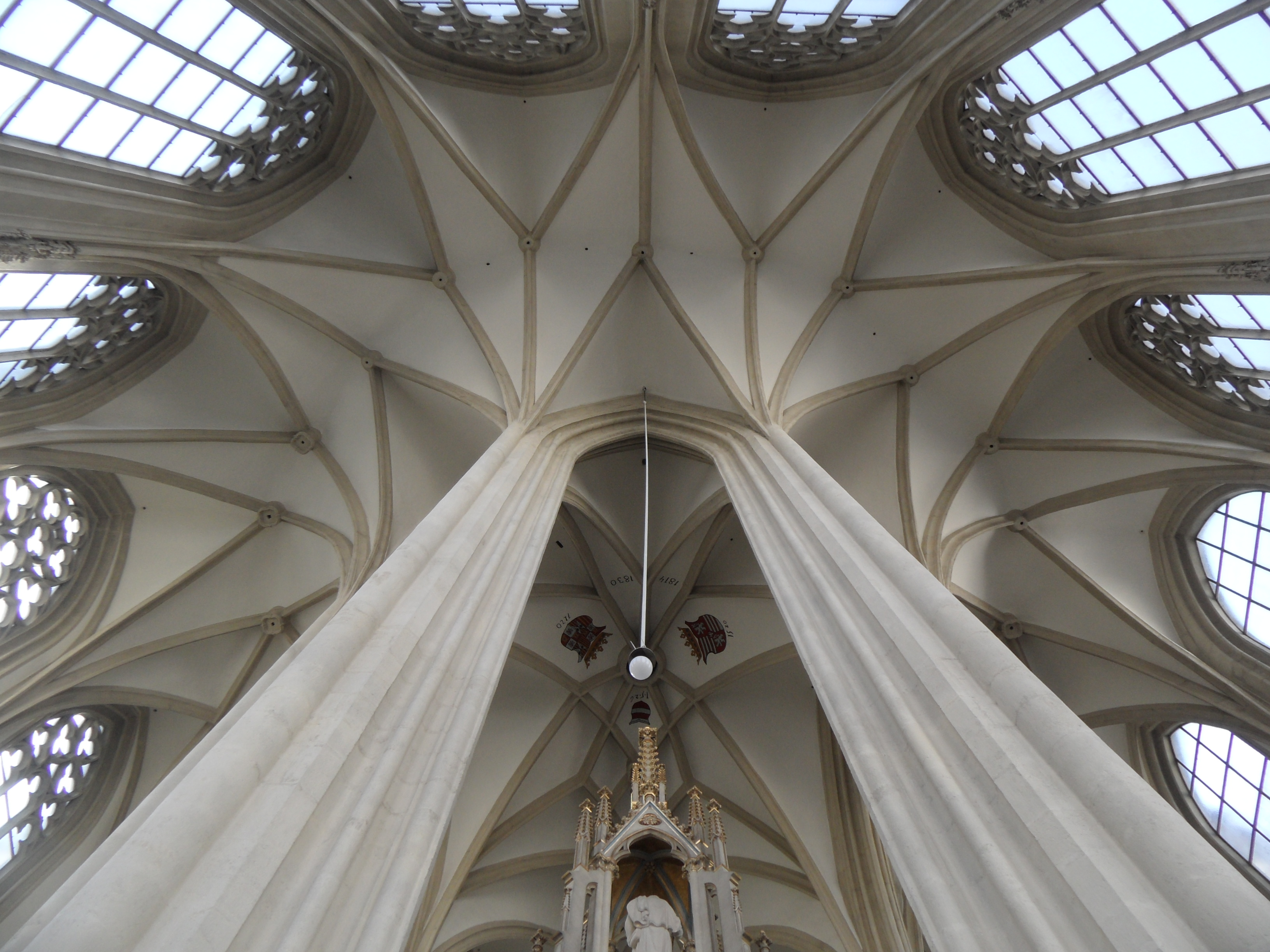
Klenba chórového ochozu

Pozdně gotická novostavba farního kostela je podle nejnovějších poznatků datována výstavbou kněžiště před polovinu 15. století. Z roku 1446 totiž pochází smlouva, kde je uvedena částka dvou kop grošů stavební dotace, kterou musí farář ročně odevzdat oslavanskému klášteru. Od roku 1456 jsou pak v odkazech brněnských měšťanů vedeny částky na stavbu kostela. Starší názory kladou podle slohového rozboru stavbu presbytáře již do doby před nástupem husitství, tedy na konec 14. století. Podle Jana Sedláka pro to svědčí např. osové umístění opěrného pilíře, které připomíná postup Petra Parléře u jižní předsíně katedrály sv. Víta v Praze a v presbytáři kostela sv. Bartoloměje v Kolíně nad Labem. Také profil meziokenních žebrových prutů a jejich ostruhovité zakončení proťaté podokenní římsou, tvar okenních kružeb nebo chrliče v završení opěrných pilířů připomínají charakteristické parléřovské motivy. Na ostatních architektonických detailech (přípory s konzolami a baldachýny) naopak spatřuje vliv stavitele Lorenze Spenninga, který se podílel na stavbě dómu sv. Štěpána ve Vídni. Jan Bureš klade rovněž vznik do předhusitské doby, s tím, že monumentálně založené kněžiště bylo vybudováno až po patu klenby a zároveň byly vztyčeny volně stojící pilíře. Dokončení v letech 1456–1473 pak připisuje Spenningovi. Velmi blízkou vídeňskou orientaci v architektonických detailech avšak nejspíše způsobila až puristická rekonstrukce na konci 19. století, kdy bylo nahrazeno množství originálních kamenických článků.

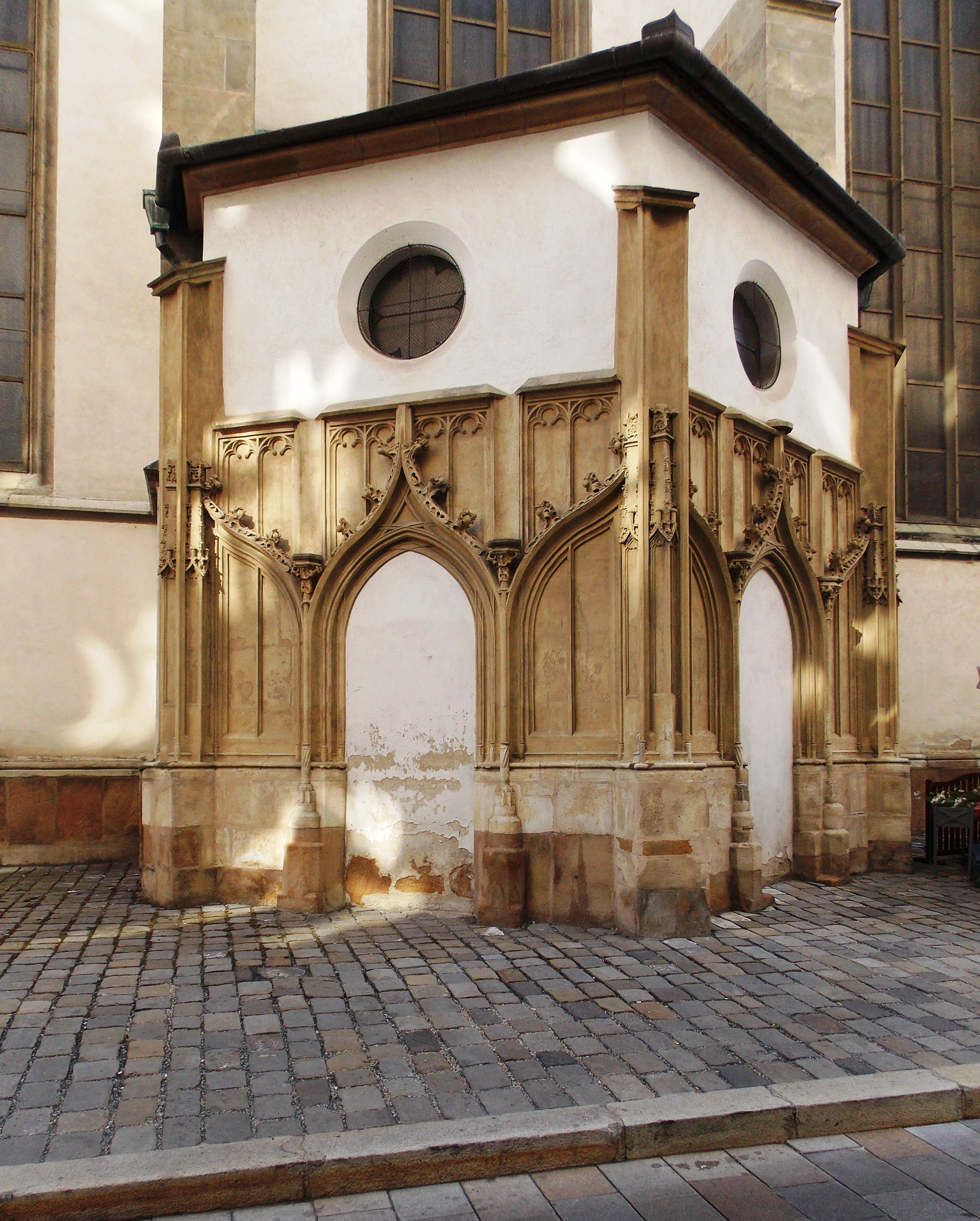
Pilgramova předsíň

Historik architektury Petr Kroupa dospěl k závěru, že presbytář byl dostavěn před rokem 1473, dle odkazu Kateřiny Zeilerové, podle kterého měl být „co nejlépe vyzdoben nový chór“ a ze zbytku se mělo pokračovat. Architektonické detaily odkazují k vídeňské svatoštěpánské huti, avšak koncepce pochází z Podunají. Uvedl jisté podobnosti konstrukce u kostela sv. Ducha v Heidelbergu, kde je mj. použita obkročná trojcípá klenba v chórovém ochozu. Rovněž síťová klenba vytvořená ze tří žeber kombinovaných v závěru s cípy hvězdy patří do okruhu švábských síťových kleneb. Za autora jakubského chóru považuje Kroupa mistra Hanse Kurtze, jenž je doložen na řezenském sjezdu kameníků v roku 1459 jako meister zu Prunn (mistr z Brna). Od roku 1495 se také setkáváme se stavební hutí u sv. Jakuba, která stála na severní straně chóru.
Na severní straně lodi se dochovala bývalá předsíň označená uvnitř v nadpraží kamenickou značkou Antona Pilgrama a textem: 1502 Ist Angefa[n]Gen Dy[se] Seiten (1502 byla započata tato strana). Brněnský rodák Pilgram zde působil v letech 1500–1515, poté odešel pracovat na stavbu sv. Štěpána do Vídně. Jeho autorství je doloženo nejen u severní předsíně, jejíž dva vchody jsou dnes zazděné, ale i u točitého arkýřovitého schodiště u sakristie z roku 1510, které však bylo zbořeno v roce 1874. Vedlo na půdu, mělo kamenné zábradlí a zajímavou krouženou klenbu s přetínavými žebry. V druhém desetiletí 16. století byla nezaklenutá hala trojlodí provizorně zastřešena.

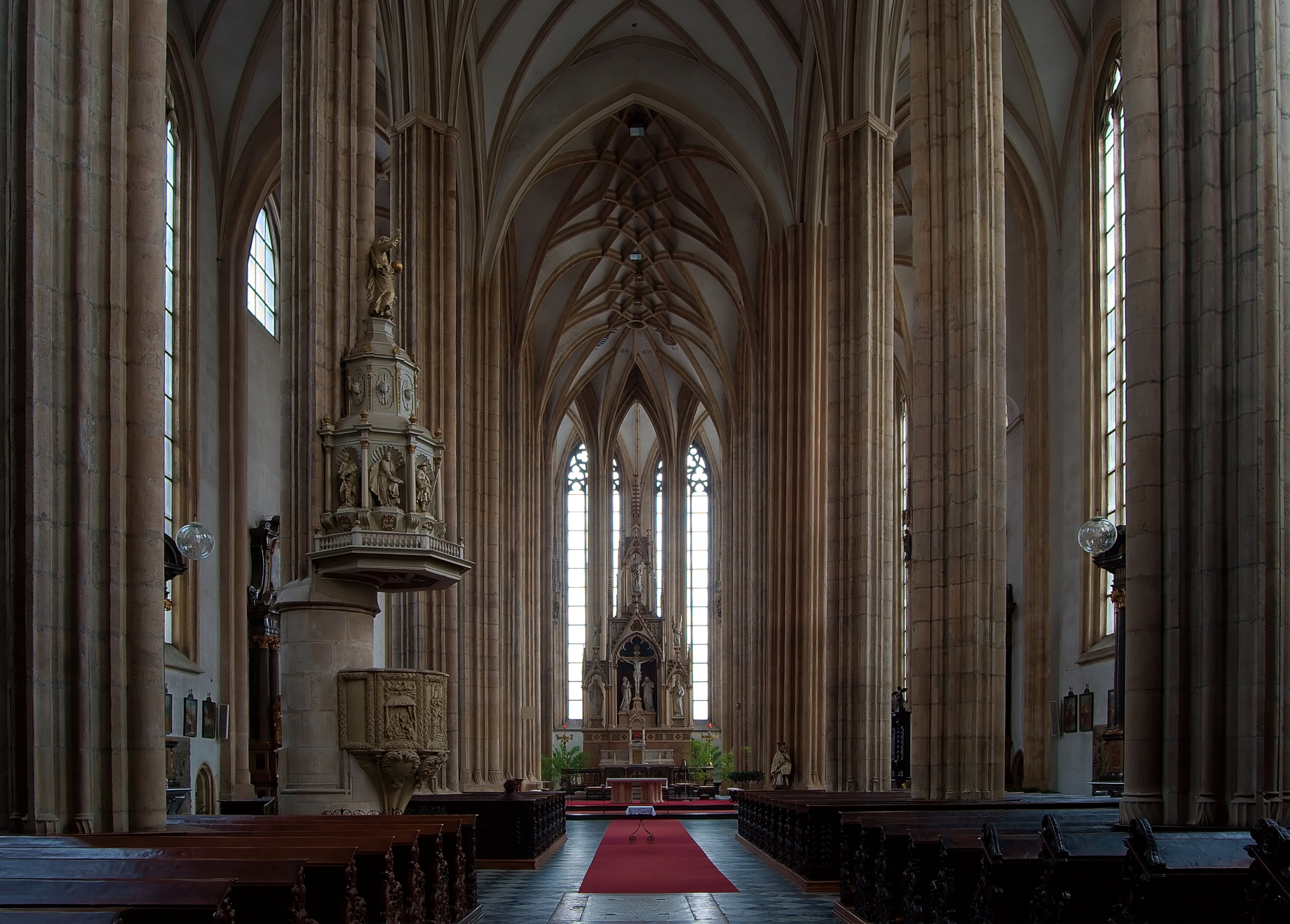
Pohled do halového trojlodí

Rozestavěný kostel postihl 27. dubna 1515 požár, který zapříčinil pád střechy, která následně zničila všechny oltáře a zvony ve věžích pravděpodobně stále zachovalé části vrcholně gotického kostela. V roce 1516 je vysvěcen nový hlavní oltář. Z roku 1518 pochází kamenný reliéf Oplakávání Krista a z roku 1519 reliéf Ukřižování Krista. Další zastřešení bylo provedeno patrně ještě před rokem 1530. Trojlodí zaklenuli v renesančním stylu až v 70. letech stavitel Johann Starpedel a kameník Pietro Gabri, v Brně usedlý Ital. Dle vyznačeného data 1526 bylo dokončeno kamenné schodiště na kazatelnu s plaménkovými kružbami. Na dříku je vytesána kamenická značka Merta Hübla, která se nachází i na křtitelnici. Hübl zřejmě vedl dostavbu kostela ve dvacátých a třicátých letech. Výdaje na stavbu kostela nakonec vyústily roku 1532 v převedení patronátu z oslavanského kláštera na krále Ferdinanda I., a ten jej následně předal městu. V roce 1581 bylo zmíněným Starpedelem a dalšími zedníky, např. Mathiasem Schramem a Wolfgangem Nagelem (viz medailon s iniciály na pravé straně kruchty) provedeno kamenné dvojité vřetenové schodiště u hlavní věže s přístupem na kůr. V témže roce byla dokončena i hudební kruchta. Z odkazu, ze kterého bylo vybudováno schodiště do věže, byl ještě pořízen roku 1587 nový hlavní oltář.
Věž, jejíž stavba započala zřejmě již na konci 15. století, byla v roce 1592 Antoniem Gabrim zvýšena o část s hodinami a doplněna renesanční helmicí podle modelu Šimona Taucha. Po osmnácti letech musela být báň snesena, opravena a poté znovu usazena. Výška věže dosáhla na dnešních 92 metrů. Během třicetileté války nebyl kostel nijak výrazně poškozen a nevznikla tedy nutnost ho přestavovat. Byla pouze Švédy prostřílena měděná střecha lodi a věže. Dodneška tak převážně zůstala zachována jeho pozdně gotická podoba.

### Barokní období (2. polovina 17. století – 70. léta 18. století)

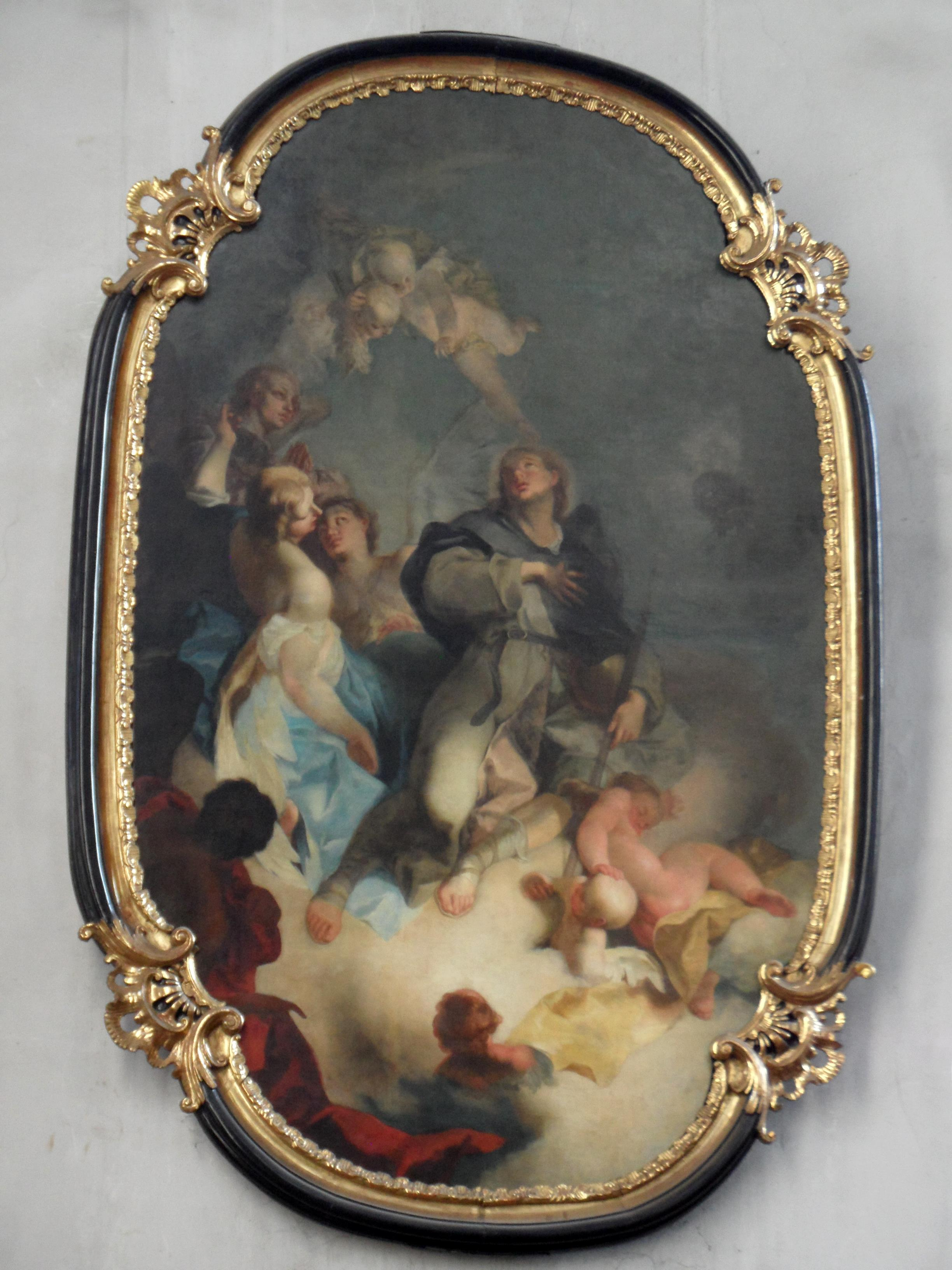
Palkův obraz sv. Jakuba z hlavního oltáře

Barokní období je spjato převážné s výměnou zastaralého mobiliáře v interiéru a jen s malými stavebními úpravami. V roce 1666 byl na hlavní oltář pořízen obraz Jana de Herdt, roku následujícího celý oltář renovován. Řečniště kazatelny bylo opatřeno roku 1684 reliéfy a také dostala stupňovitou stříšku se sochami svatých a kovové zábradlí. Nové varhany měl roku 1692 dodat varhanář Jakub Ryšák z Opavy, které ale dokončil kvůli Ryšákově smrti až roku 1694 Andreas Beck. Varhanní skříň vyřezal Antonín Riga, který je autorem i řezeb lavic v lodi a chóru. Na lavicích jsou doložení místní stolaři Adam Antonín Zeith z Kanic, Jan Michael z Weissenbergu, Friedrich Wilhelm z Poysdorfu a Johann Alletze.

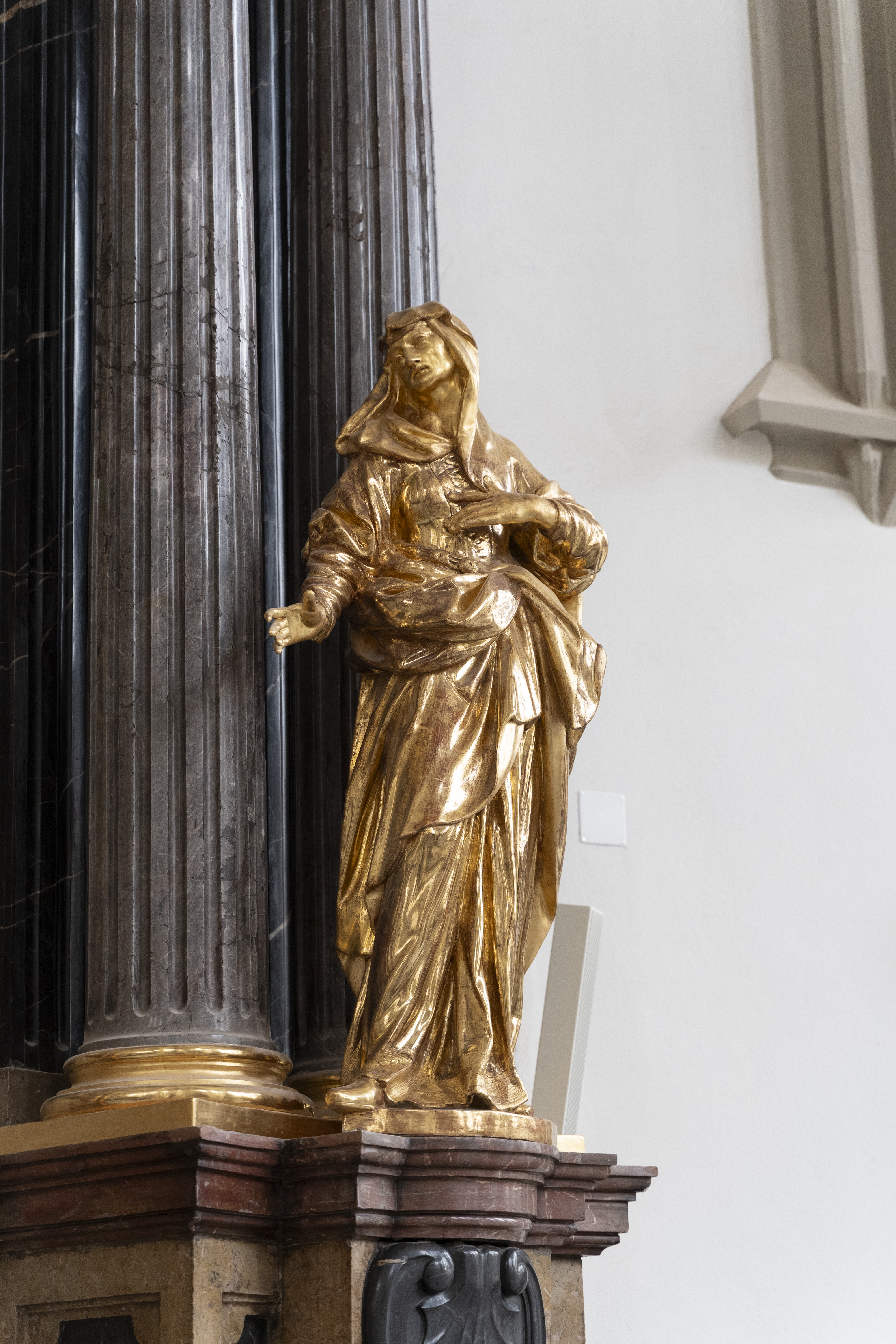
Socha sv. Anny od Ondřeje Schweigla

Na přelomu 17. a 18. století musela být kvůli špatnému stavu vyměněna celá střecha včetně krovu. Oprav se ujal tesař Anton Ebenberger a mědikovec Sebastian Riedl, kteří práci dokončili roku 1724, resp.1725. Stejnou péči vyžadovala i věž, která musela být snesena na úroveň zvonice a poté vyzděna znovu do původní výšky a podoby. 12. června 1729 uhodil do nové věže blesk, požár byl ale brzo uhašen. V září byla na věž nasazena makovice a do ní uloženy pamětní dokumenty a na báni byl vyznačen letopočet 1730, který tam můžeme vidět dodnes.
Zásadní barokizace vnitřních prostor byla uskutečněna v letech 1750–1769 zásluhou olomouckého kanovníka Jana Václava z Freynfelsu. Během úprav byly starší dřevěné oltáře nahrazeny mramorovými, zhotovenými kroměřížskými kameníky Mathiasem Ranklem a Janem Felixem Ležatkou, nichž některé jsou v kostele dosud. Uprostřed chóru byl zbudován, dnes nezachovaný oboustranný hlavní oltář obložený černým mramorem s obrazy Františka A. Palka na přední straně a Josefa Sterna na zadní. Sochařskou výzdobu jeho tabernáklu dodal Jan Adam Nesmann. Vysvěcen byl 16. 3. 1755. Boční oltáře byly osazeny obrazy Josefa Sterna, Františka V. Korompaye a dalších, a v letech 1765–1770 zlacenými sochami světců a andělů Ondřeje Schweigla. V roce 1771 vysvětil olomoucký biskup Maxmilián Hamilton čtrnáct nových oltářů. Na podlahu byla pořízena černobílá dlažba ze čtvercových kamenů. Všechny náhrobky nacházející se v ní, byly vyjmuty a ty významnější a zachovalejší zasazeny do zdí. Poté byly také odstraněny některé boční kaple a další zčásti přestavěny.
V letech 1743–1746 byla upravena a rozšířena velká krypta v západní částí kostela. Hřbitov, který se kolem kostela nacházel, byl od roku 1784 postupně rušen a spolu s ním postupně zanikly i další z venkovních kaplí. Většina náhrobních kamenů byla použita na vydláždění ulic nebo prodány na materiál.

### Regotizace (1871–1879)

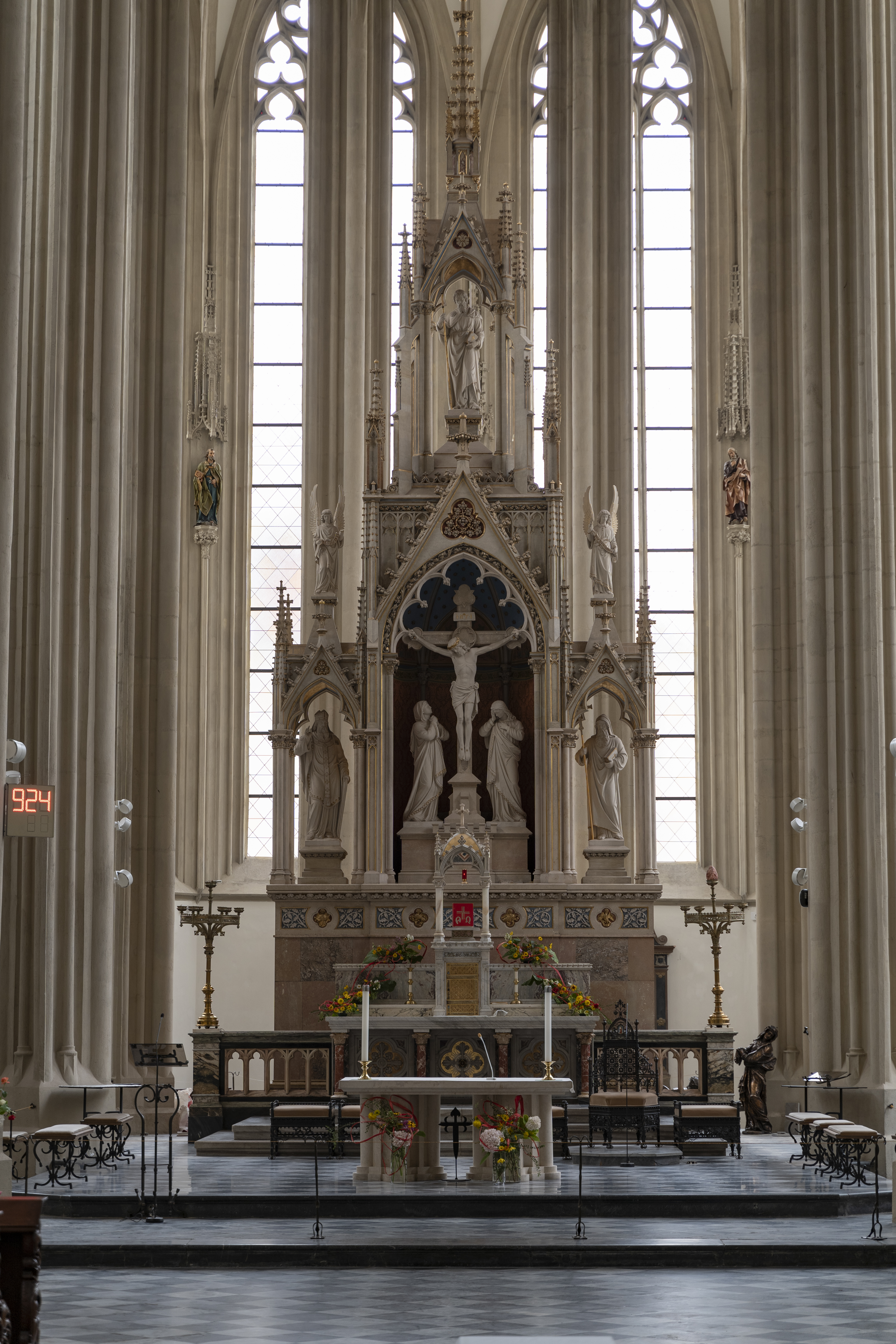
Novogotický hlavní oltář

Na konci 19. století rozhodla městská rada, že starý kostel bude reprezentativně opraven a okrášlen. Podle dobového puristického názoru totiž mladší prvky narušovaly gotickou krásu kostela. Roku 1870 byl pro tento účel založen Stavební spolek brněnského kostela sv. Jakuba. Úprav, které pobíhaly v letech 1871–1879, se podle projektu vídeňského architekta Heinricha Ferstela ujal brněnský stavitel Josef Arnold.
Byly odstraněny vnější přístavby, zbourána jižní gotická předsíň a ostatní kaple, včetně té Raduita de Souches, jehož náhrobek byl poté umístěn za hlavní oltář a maršálovy ostatky přemístěny do hrobky na jižní straně presbytáře. Stejný osud potkal i starou sakristii s Pilgramovým schodištěm, která byla postavena znovu, vyšší o patro a delší o jednu třetinu. Severní Pilgramova předsíň byla zazděna a přeměněna na kapli. Dále bylo vyměněno nebo doplněno mnoho poškozených kamenických prvků na fasádě. Horní části venkovních opěráků s chrliči byly odstraněny a znovu vyzděny s nově pořízenými pískovcovými chrliči, fiálami, kraby, rozetami a kytkami. Pod střechou byla vytvořena korunní římsa s ukrytou rýnou. Měděný kryt střechy byl nahrazen novým. Na jižní i severní straně fasády byla proražena zazděná gotická okna, a do nich a všech ostatních pořízeny nové okenní kružby. Okna byla opatřena ocelovými pruty a barevnými vitrážemi z dílny vídeňských bratří Kargelů a dvorního sklomalíře Carla Geylinga.
Z interiéru byly odvezeny menší barokní oltáře, z ostatních sejmuty sochy a některé obrazy. Do této doby se hovoří až o 17 oltářích. Hlavní oltář byl rozebrán a nahrazen subtilnějším novogotickým oltářem navrženým roku 1881 rovněž Ferstelem. Dále byly uvnitř opraveny, případně nahrazeny baldachýny a konzoly, byla také odstraněna dvojice empor. Chórové lavice postavené uprostřed presbytáře byly přisazeny k bočním stěnám. Náhrobníky nacházející se ve zdech byly vyjmuty, umělecky hodnotnější náhrobníky byly zachovány a později uloženy do jedné z prázdných krypt. Ostatní náhrobky u zdí byly přeorganizovány, přičemž v současnosti je jich zde deset, zbytek zachovaných kamenů je vystaveno v expozici kostnice. Interiér a exteriér byl následně znovu omítnut. 15. srpna 1879 byl kostel slavnostně znovu otevřen.
V letech 1900–1901 vznikla u kostela novogotická fara navržená Aloisem Prastorferem a Germano Wanderleyem, která nahradila starší stavbu Františka Benedikta Klíčníka z let 1710–1714 zbouranou při asanaci.

### Novodobá historie (od roku 1900)
Roku 1900 byla snesena z věže báň, následujícího roku nahrazen její dřevěný krov železným a poté byla znovu oplechována v původním tvaru. Těsně před druhou světovou válkou, v  letech 1937–1939, byla v kostele přeložena dlažba a vyměněny některé architektonické články a množství kamenných kvádrů v podnoži. Zpřístupněna byla též Souchesova hrobka. Za války nebyla stavba nijak výrazně poškozena, přestože bomby dopadaly na budovy jen několik desítek metrů daleko, byla ale zničena většina vitrážových oken. V 90. letech byla celá venkovní fasáda znovu omítnuta a restaurovány kamenné články. Souchesova hrobka byla zadlážděna a otevřena po rekonstrukci až v roce 2003 při příležitosti 395 let od velitelova narození, a znovu ještě roku 2008 v rámci oslav Dne Brna. Kostel byl pro svoji nespornou historickou hodnotu prohlášen v roce 1964 kulturní památkou a v roce 1995 pak národní kulturní památkou.
V roce 2021 byla díky faráři Václavu Sloukovi zahájena komplexní rekonstrukce chrámu. Kvůli zatékání bylo například nezbytné nahradit 2500 m² měděného pláště střechy, vyměnit 9000 okenních tabulek z doby po druhé světové válce za vhodnější, vyspravit kamenná ostění, restaurovat varhany a opravit či vyměnit rozpadající se novogotické chrliče. Rozpočet vyšel na 182 milionů korun. V červnu 2024 byl kostel po třech letech uzavření během oprav znovu otevřen. Pro turisty byl v něm zřízen prohlídkový okruh: v krovech kostela se nachází audiovizuální světelná expozice o dějinách Brna a kostela sv. Jakuba. K dokončení rekonstrukce věže a otevření nové vyhlídky na město ve výšce 43 metrů má dojít na podzim 2024.

### Program záchrany architektonického dědictví
V rámci Programu záchrany architektonického dědictví bylo v letech 1995-2014 na opravu kostela čerpáno 2 090 000 Kč.
| rok    | 2013  | 2014 |
| ------ | ----- | ---- |
| částka | 1 190 | 900  |

V roce 2015 byl kostel v rámci projektu Monumentum sacrum Brunense rekonstruován a rehabilitován pomocí dotací z Norských fondů. Byl obnoven interiér včetně restaurování mobiliáře, opraven krov, zajištěny poruchy zdiva, repasovány dveřní a okenní výplně atd. Ve věži a na kůru, které byly tímto zpřístupněny, vznikla stálá expozice o historii kostela a dalších aspektech chrámového života. 12. ledna 2015 byl kostel uzavřen, slavnostní ukončení projektu a otevření expozice proběhlo 28. dubna 2016.

## Historie kaplí
V období 14. a 15. století vzniklo kolem kostela množství kaplí, které tvořily zvláštní urbanistický komplex. Šlo vesměs o menší stavby, z nichž některé připomínaly spíše jednoduchý oltář připojený ke kostelu, či pouze malbu na zdi. V pramenech je totiž někdy obtížné odlišit, zda se jednalo o samostatnou stavbu nebo jen oltář. Také zmiňují i další kaple, než ty zde uvedené, ale informace o jejich zasvěcení či podobě scházejí nebo se rozcházejí.

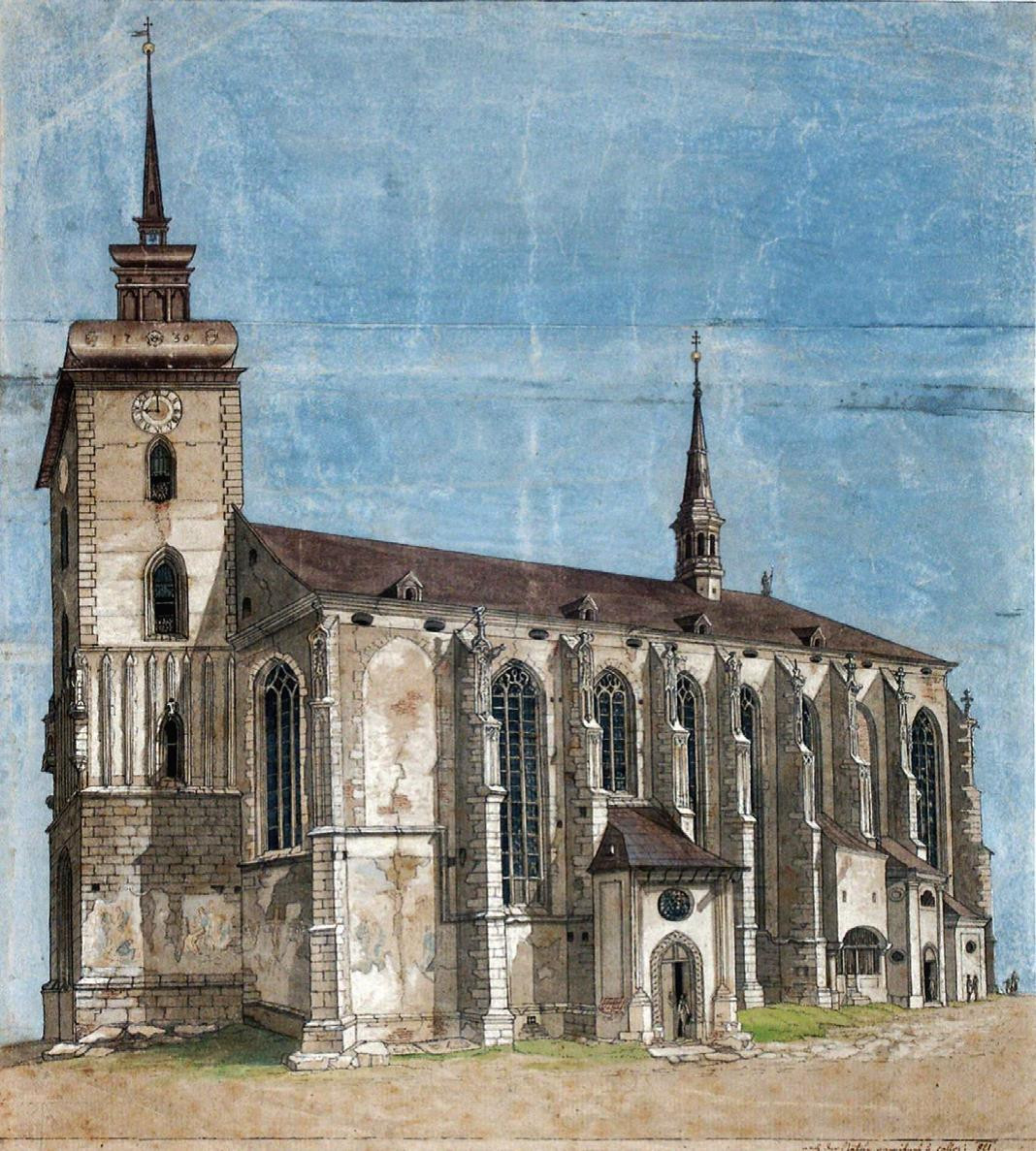
Na kresbě z roku 1821 jsou vidět některé z připojených kaplí

Jako nejstarší je zmíněna kaple Božího těla (Těla Kristova), na jejíž zbudování odkázal roku 1340 dům svatojakubský kněz Hancman z Tišnova. Stavba byla potvrzena roku 1352 olomouckým biskupem Janem. Doložena je i k roku 1369 a 1420 u jižního průčelí kostela, obnovena pak 1439, znovu je zmíněna až roku 1518. Kaple sv. Mořice (Česká kaple), doložená dokumenty z roku 1365 a 1384, sloužila od 15. století jako filiální potřebám českých farníků. V roce 1736 byla kaple přestavěna Mořicem Grimmem, za josefínských reforem zrušena a v roce 1886 zbourána. Kaple sv. Doroty, připomínaná roku 1389 na hřbitově, která mohla být spojena po roce 1515 s kaplí Božího těla. Kaple Jedenácti tisíc panen (sv. Voršily), zbudována jižně od kostela z odkazu mincmistra Arnolda z Kumbachu, jejíž nadace byla potvrzena roku 1404 markrabětem Joštem, totéž bylo učiněno následujícího roku i olomouckým biskupem Lackem z Kravař. Kaple Nanebevzetí Panny Marie doložená v letech 1413 a 1458 jižně od kostela, kterou nechala postavit Anežka z Meziříčí. Kaple Zvěstování Panny Marie (tzv. Nová kaple) zřízená roku 1428 z odkazu svatojakubského faráře Jana Vavřincova z Troskotovic. Kaple sv. Trojice uváděna někdy jako oltář, je doložena k roku 1463, jejíž původ je kladen už do 14. století. Dále ještě kaple neznámého zasvěcení s osáriem zmiňovaná ve 40. letech 18. století, nazývaná též Totenkapelle či Beinhaus. Ke zbudovaní obdélné kaple Raduita de Souches s hrobkou na jižní straně presbytáře došlo roku 1722 (vysvěcena 1729) podle plánů Mořice Grimma.
Brněnští měšťané v minulosti kaple dotovali svými dary a odkazy a rovněž i mnohé oltáře uvnitř kostela. Také významně přispívali na stavební náklady, jejichž hlavní tíži nesl zpočátku cisterciácký klášter v Oslavanech. Žádná z těchto kaplí se do současnosti nedochovala. Část byla zbourána při barokizaci, zbytek při regotizaci kostela.

## Architektonický popis exteriéru

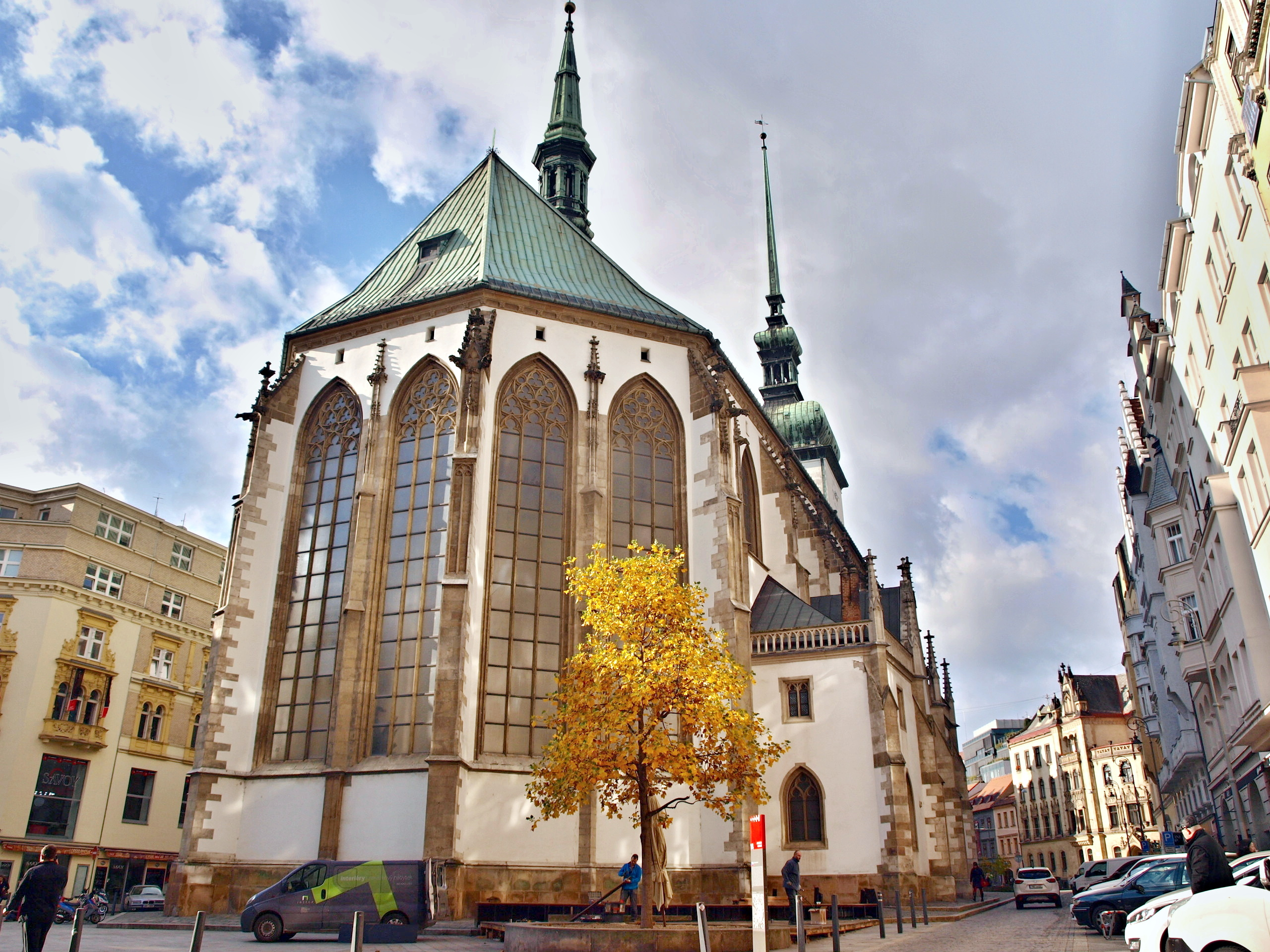
Pohled od východu na gotické kněžiště

Kostel sv. Jakuba má zvenku krásně čitelný presbytář. Půdorysně je to polovina šestihranu. Skládá se tedy ze tří ploch. Jednotlivé plochy oddělují opěráky, které jsou v horní části zdobené dvojicemi chrličů se zvířecími motivy. Mezi nimi se nachází vimperk s motivem trojlistu. Horní hrany opěráku jsou zdobeny krabem typickým pro 14. století. Horní ozdobou opěráku je poměrně mohutná křížová kytice. Nad opěrákem je už jen korunní římsa zdobena florálním motivem otevřeného květu po celém svém obvodu. Stěny presbytáře jsou děleny dvěma podlouhlými okny téměř od stropu až k zemi. Okno je děleno na 3 stejně úzké části, z nichž každá je zakončena trojlistem. Nad tímto zakončením se pak nachází kruh jenž obsahuje třikrát trojlist. Druhé okno v téže stěně je úplně stejné, až na to že v horním kruhu se nachází místo tří trojlistů hned čtyřikrát trojlalok. Okna od sebe odděluje jednoduchá přípora zakončena fiálou s podobným zdobením jako má opěrák s absencí chrličů. Takto se to opakuje v každé ze tří stěn presbytáře. Delší strana kostela pak obsahuje 9 opěráků, mezi nimiž je pak 8 stěn kromě dvou stejně členěny jedním grandiózním velkým gotickým oknem v horní části zdobeným několika trojlisty a trojlaloky. Tento rytmus je narušen v jedné stěně schodišťovou věží.
Průčelí kostela, které působí vcelku skromně, dominuje pouze vysoká hranolová věž, jež svoji výškou výrazně přesahuje všechny okolní stavby. Průčelí je ohraničeno fiálami na obou stranách a zleva jek mohutné věži připojena schodišťová věž lemována opěráky. Vchod není kromě archivolty nijak zvlášť zdobený. Nad vchodem se lomený oblouk opakuje ještě třikrát, v profilaci oken.
Na delší straně je ke kostelu připojena kaple a sakristie. Kaple má plamínkový dekor nad kterým se nachází atypicky kruhové okno, zatímco sakristie je větší a s více ornamentálním zdobením na fasádě. Průčelí sakristie je ohraničeno fiálami, které jsou zakončeny křížovou kytkou. Dalším výrazným prvkem průčelí, je velký vimperk s kraby a křížovou kyticí na samém vrcholu. Tam, kam nezasahuje vimperk, je sakristie lemována atikou.

## Vnitřní vybavení

### Oltáře
1. Hlavní oltář: novogotický, navržen roku 1881 Heinrichem von Ferstelem, stavbu realizoval Johann Eduard Tomola (1888–1895), na architektuře z různobarevných mramorů jsou pískovcové sochy, uprostřed Kalvárie, po stranách sv. Cyril a sv. Metoděj a pod vrcholovým baldachýnem sv. Jakub.

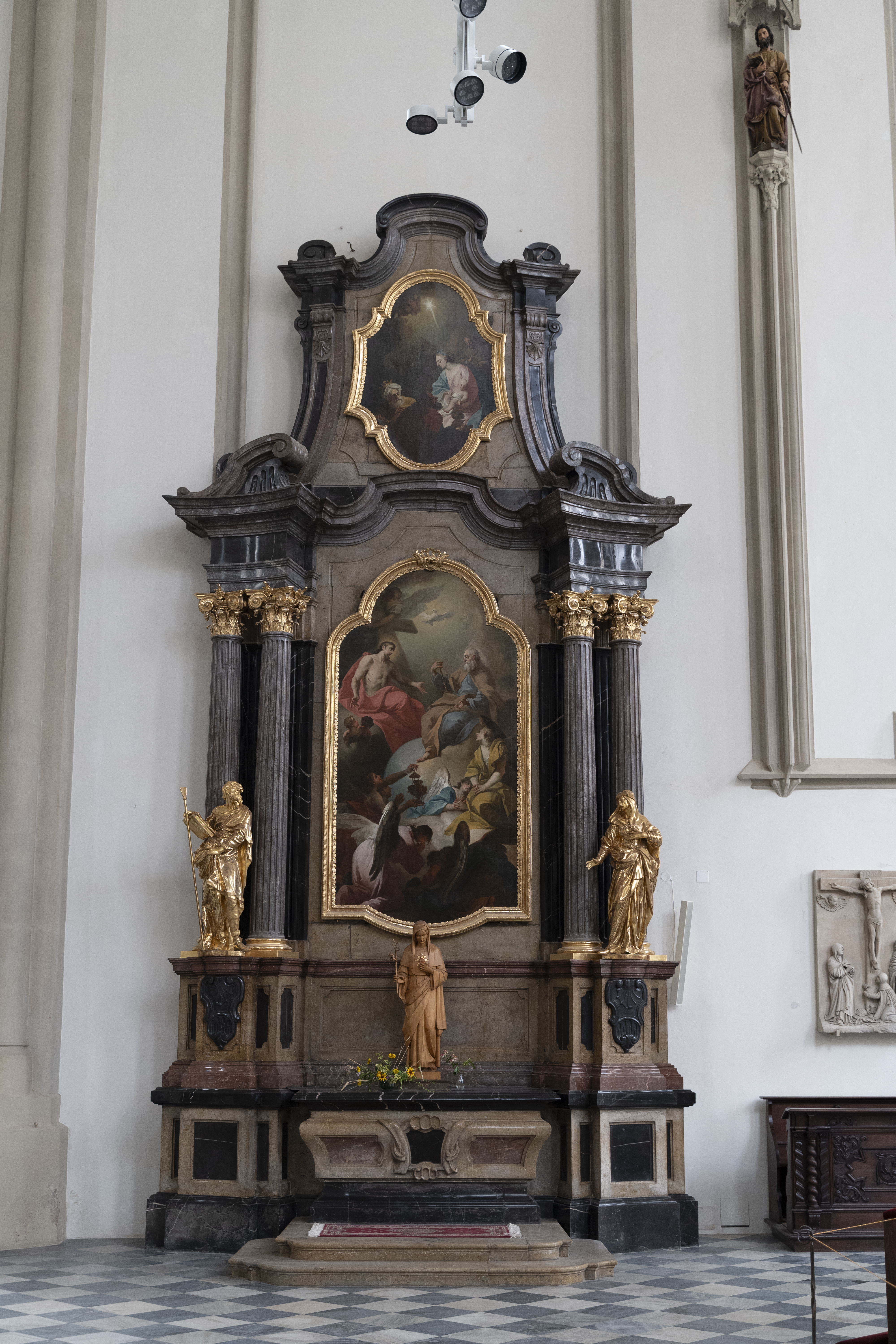
Boční oltář sv. Trojice

V lodi se nachází převážně pozdně barokní oltáře z pol. 18. století z cetechovického (šedý a červený) a hádského mramoru (černý) od kameníků Mathiase Rankela a Jana F. Ležatky, na evangelijní straně jsou to:
1. Oltář Krista v žaláři (Ecce Homo), původně sv. Kříže: v zamřížované nice stojí socha spoutaného Krista přenesená sem roku 1785, po stranách jsou sochy Panny Marie a sv. Jana Evangelisty od Jana Jiřího Schaubergera (kolem 1735), v minulosti visel ve středu oltáře Kristus na kříži,
2. Oltář Nanebevzetí Panny Marie: obraz od Františka Vavřince Korompaye (1769), na menze je postavena kopie gotického obrazu Panny Marie svatotomské,
3. Oltář sv. Josefa: obraz Smrt sv. Josefa od F. V. Korompaye (1762), v nástavci obraz sv. Alžběty udílející almužnu od Josefa Sterna (1761),[pozn. 2] na menze stojí socha sv. Josefa s Ježíškem
4. Oltář Nejsvětější Trojice: titulní obraz od F. V. Korompaye, v nástavci obraz Klanění tří králů (oba 1770) od stejného autora, na konzolách stojí sochy sv. Jáchyma a sv. Anny od Ondřeje Schweigla (60. léta 18. století), které do 50. let 20. století byly na oltáři kaple Paláce šlechtičen, na menze stojí socha Neposkvrněného Srdce Panny Marie od Františka Proseckého

Na epištolní straně pak:
1. Oltář Čtrnácti sv. Pomocníků: obraz od F. V. Korompaye (kolem 1770), na menze stojí socha Piety
2. Oltář Poslední večeře Páně: titulní obraz od J. Sterna, v nástavci obraz sv. Barbory s andělem od stejného autora (oba 1755), na menze stojí socha Krista Krále
3. Oltář sv. Jana Nepomuckého: obraz Apoteóza sv. Jana Nepomuckého od Josefa Wickarta (1728),[8] v nástavci obraz Boha Otce s Duchem svatým od Josefa Ignáce Sadlera (kolem 1756),[pozn. 3] na menze stojí socha Nejsvětějšího srdce Ježíšova od F. Proseckého

### Volné obrazy, sochy a skulptury

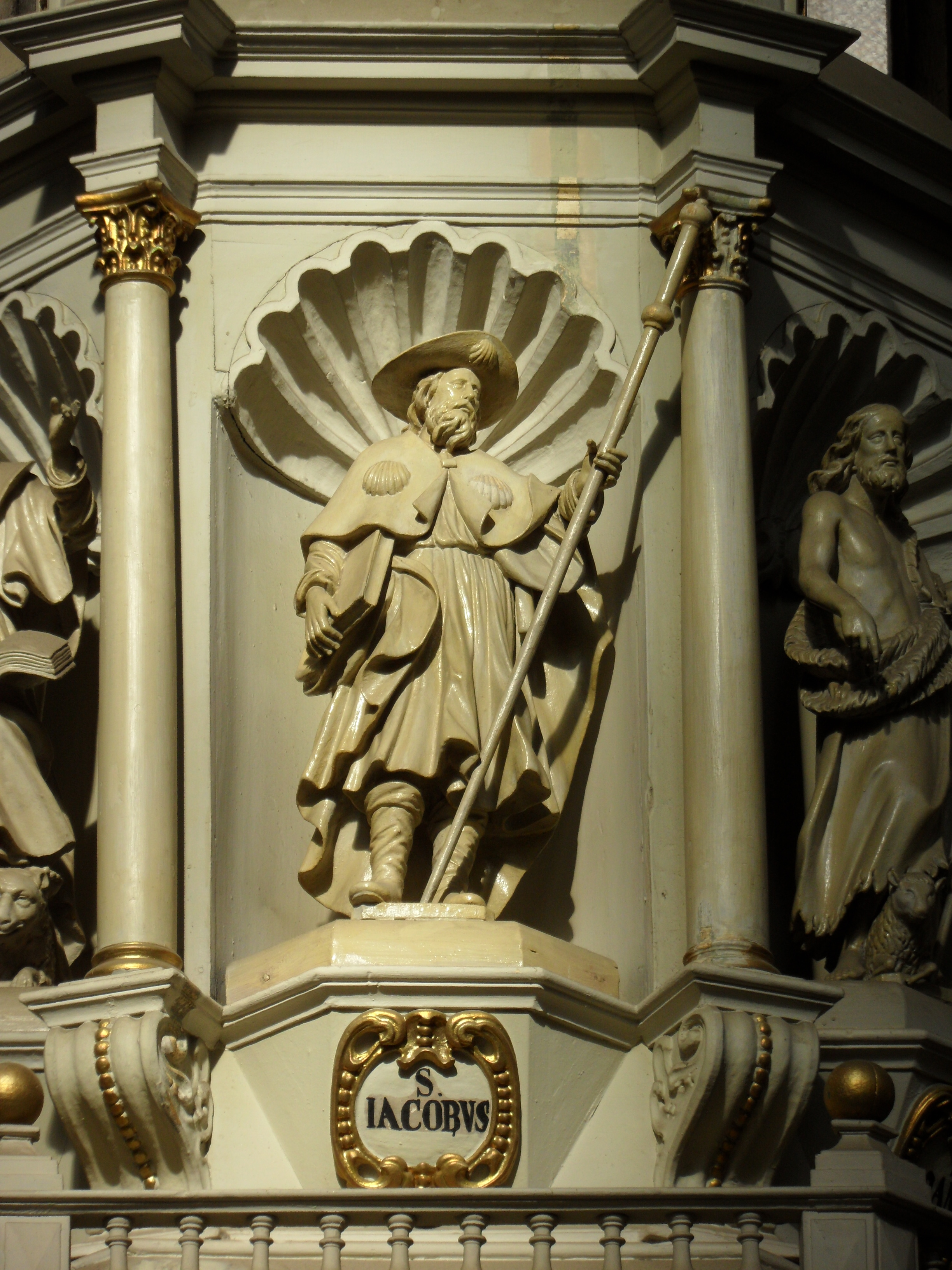
Soška sv. Jakuba na stříšce kazatelny

Nad původní severní předsíni visí rozměrný obraz Apoteóza sv. Jakuba od Františka Antonína Palka (1756) a nad jižním vchodem obraz Vize sv. Peregrina od Josefa Sterna (1755–1760). Oba pochází z původního hlavního barokního oltáře. Pod kůrem je v rámu s prapory a moravskou orlicí vsazena další barokní kopie obrazu Panny Marie Svatotomské. Na zadní straně hlavního oltáře je kopie obrazu P. Marie, Matky třikrát podivuhodné (podle originálu Luigia Crosia z roku 1898), jako připomínka že zde byl do roku 2015 provizorně umístěný oltář Schönstattského hnutí.
V kapli (P. Marie Bolestné), původně Pilgramově předsíni visí vysoce kvalitní dřevěné Ukřižování z poslední čtvrtiny 13. století. Po stranách vstupu do sakristie jsou kamenné reliéfy Oplakávání Krista (1518) a Ukřižování Krista (1519).
Při třetím severním pilíři stojí renesanční kazatelna. Prolamované kamenné schodiště je datované rokem 1526. Řečniště je osazeno pískovcovými reliéfy Narození Páně, Kázání Krista v chrámu a Zjevení Krista na hoře Tábor (1684), pod nimi jsou epitafní kartuše s erbem Kulmana Eignera († 1559), jeho manželky Margarethy († 1577) a syna Pavla († 1559). Na stupňovité barokní stříšce jsou po obvodu sošky evangelistů, sv. Jana Křtitele, sv. Jakuba a na vrcholu Krista Spasitele (1684).
Na konzolách v chórovém ochozu je dvanáct soch apoštolů z konce 70. let 19. století a pozdně gotická socha Krista Spasitele z pol. 15. století. Volně v kostele stojí barokní socha sv. Jana Nepomuckého od Mathiase Thomasbergera z 3. čtvrtiny 18. století, dále novodobé sochy sv. Judy Tadeáše, sv. Antonína Paduánského a sv. Alžběty.
Do původního vybavení patří mistrovské barokní zlacené sochy světců a andělů z bočních oltářů od Ondřeje Schweigla, staré oltářní obrazy, obrazy křížové cesty z 19. století, pět reliéfů křížové cesty od Karla Korschanna (1943) a také pětice monumentálních obrazových epitafů brněnských měšťanů z konce 16. století. Sochy i obrazy se dnes nacházejí zčásti ve sbírkách Muzea města Brna, Moravské galerie, příp. depozitáři farnosti.

### Ostatní vybavení
V mělké nice v presbytáři je mramorová křtitelnice z 20. let 16. století s výraznou kamenickou značkou Merta Hübla, jejíž současnou kompozici s bronzovými reliéfy od brněnského malíře Richarda Bruna dotvořil v roce 1965 Bohuslav Fuchs. Před vchodem se nachází kamenná kropenka, původně křtitelnice používaná v porodnici na Obilním trhu.
Na hudební kruchtě stojí dvoumanuálový varhanní stroj z 60. let 19. století se sochařskou a řezbářskou výzdobou prospektu od Antonína Rigy (1686–1692). Z dílny stejného autora pochází i dvojice chórových lavic (dokončeny 1712) a čtyři skupiny vyřezávaných lavic v lodi (1707–1712). Na nástavci jedné z nich jsou posazeny Rigovy alegorické sochy Víry a Lásky. Chórové varhany mají novogotickou skříň.

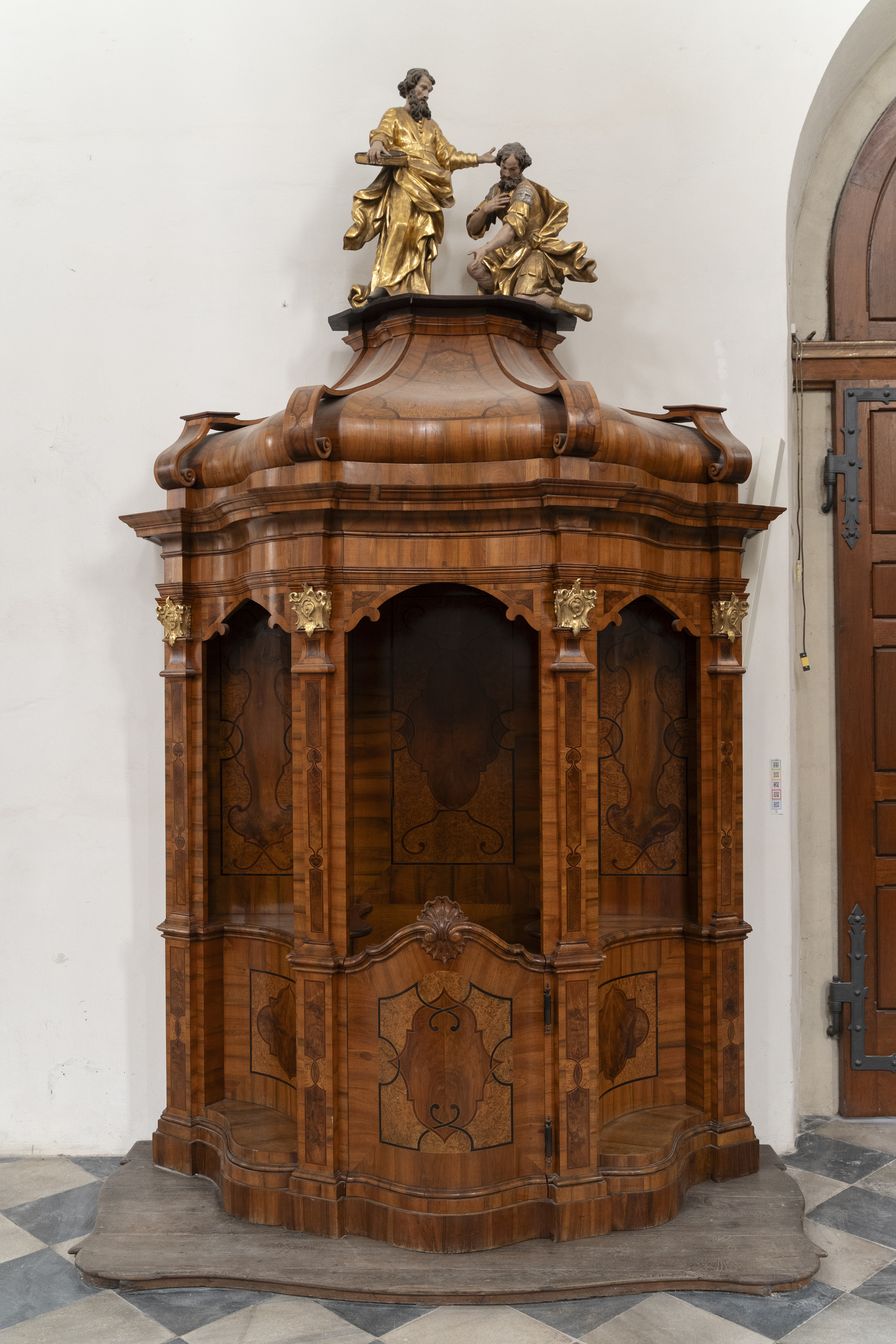
Zpovědnice z dominikánského kostela sv. Michala

Pod kůrem je dvojice novogotických zpovědnic. Další dvě tentokrát barokní, původem s dominikánského kostela, se sousošími Krista s Máří Magdalenou a sv. Pavla se setníkem jsou po obou stranách jižního vchodu. V Pilgramově předsíni je dvojice pamětních desek v češtině a němčině na památku obětí obyvatel města za 2. světové války.
V sakristii se nachází kredenční skříň nejspíše z poloviny 18. století. Povrch skříně je bohatě zdoben intarzií a středové křídlo na nástavci obsahuje motiv sv. Jakuba Staršího s moravskou orlicí. Skříň možná vznikla během barokizace kostela, přičemž byl strop sakristie (alespoň v části archivu v prvním patře) vymalován Josefem Sternem, z jeho fresky se však dochovalo několik fragmentů uložených v Moravské galerii.
Z kostela pochází početný soubor cechovních podstavníků ze 18. – 19. století, dnes v Muzeu města Brna a také novogotický oltář P. Marie Bolestné odstraněný při rekonstrukci kostela v roce 2015.

### Betlém
Betlém pochází zřejmě ze začátku 20. století. Tvoří jej jednoduché sádrové figury (postupně darované farníky). Pozadí představuje dekorace (stylizované domy a jeskyně).

### Náhrobky a epitafy

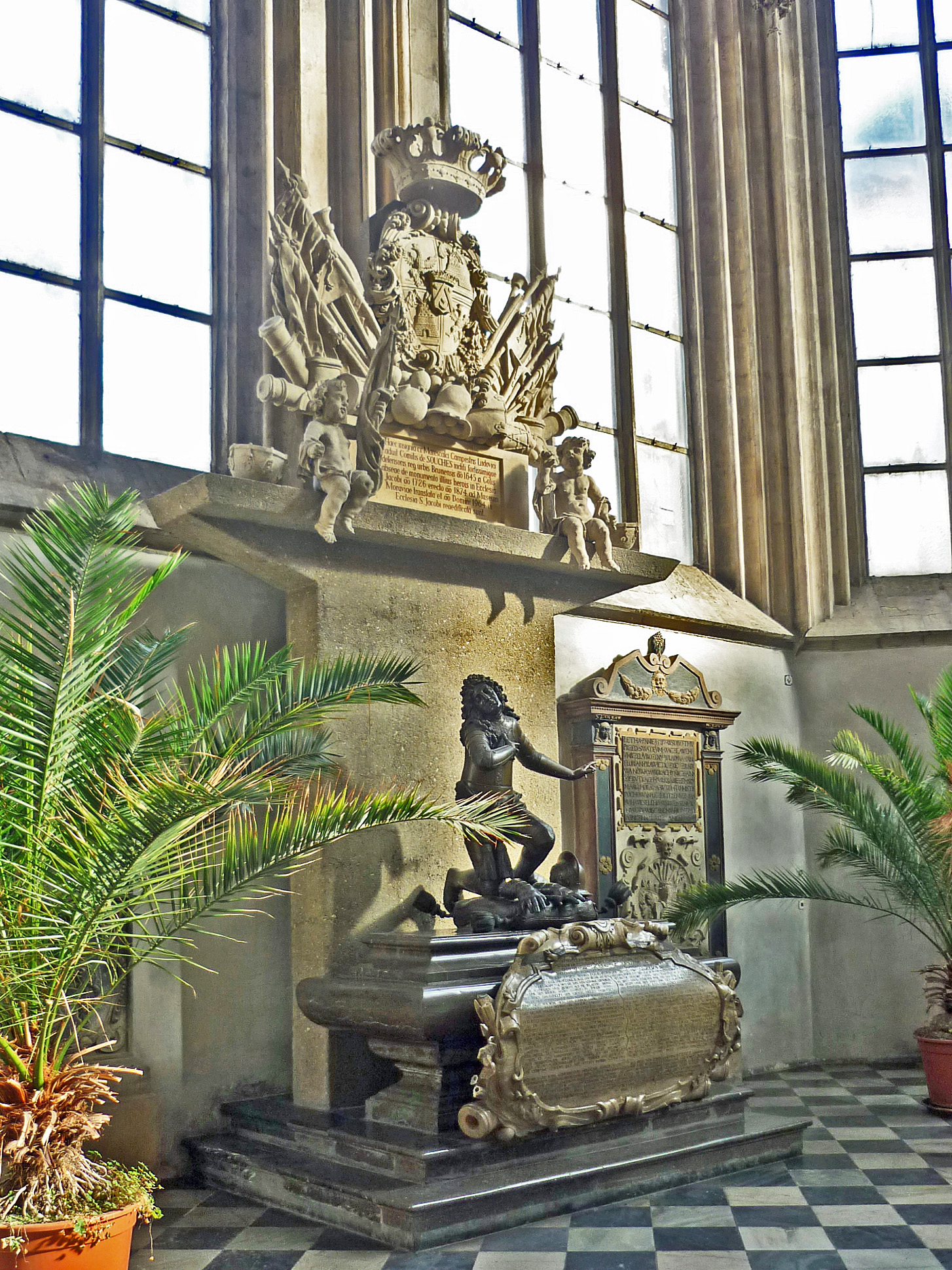
Náhrobek Raduita de Souches

1. Za hlavním oltářem stojí mohutný náhrobek Louise Raduita de Souches († 1682) z let 1718–1727. Na mramorové tumbě klečí na polštářku s rukavicemi, maršálskou holí a přilbou v odevzdané póze bronzová socha maršála, kterou odlil Jan Zikmund Kercker podle modelu Jana Christiána Pröbstla (1723).[pozn. 6] Na tumbě je umístěna kartuše s rozsáhlým německy psaným textem oslavující jeho život a činy. Roku 1964 provedl úpravu náhrobku Bohuslav Fuchs, který navrhl betonový monolit, na který položil původní barokní erb hrabat de Souches s trofejní výzdobou.[pozn. 7] Naproti náhrobku se nachází bronzový korpus Krista, který odlil taktéž Kercker podle modelu Pröbstla (1722). Po stranách stojí Pröbstlovy sochy Panny Marie a sv. Jana Evangelisty z pobronzovaného vápence (po 1722). Veškerá sochařská výzdoba byla původně součástí vlastní pohřební kaple, přistavěné k jižní stěně chóru a zbořené při regotizaci.

Kolem obvodové zdi jsou rozestaveny nebo zazděny heraldické náhrobky a epitafy:
1. epitaf s aliančním erbem Brem-Seisenegger von Tarnowitz a Čertů z 1. čtvrtiny 17. století,[pozn. 8] jehož levá polovina se znakem Čertů (divý muž s chrty) vychází z někdejšího návrhu (1522) od Albrechta Dürera,[21] pravá nese heraldicky ojedinělé schéma Pythagorovy věty,[pozn. 9]
2. náhrobek Jana Jiřího Metzburga († 1698) od Mathiase Thomasbergera,
3. náhrobník Adama Ottona Danzera († 1698)
4. náhrobník z hrobky Šebestiána Sutora z Buchscheimu, jeho ženy Doroty a dcery Kateřiny z roku 1658,
5. náhrobek Floriána Pravětického z Radvanova († 1587) a Barbory Střelické ze Střelic,
6. kopie náhrobníku Karla Antonína z Heldenreichu († 1695) vytvořený mezi lety 1697–1709, originál se nachází zazděný za jižní chórovou lavicí,[pozn. 10]
7. epitaf Anny Marie Cetrysové († 14. října 1568) z Kynšperku a syna Jana Haugvice z Biskupic († 23. září 1568),
8. náhrobník Šimona Aloise Fischera († 1690) a manželky Doroty od Jana Kašpara Pröbstla,
9. náhrobník Jindřicha Nasse († 1698) je volně postaven vedle oltáře Ecce Homo.

## Znaky a letopočty na klenbě
Na klenbě presbytáře se nachází malované znaky města Brna s letopočtem 1526 a alianční královské znaky Ludvíka Jagellonského a Marie Habsburské. Doprovází je letopočty 1220 a 1520. Další letopočty 1814, 1830, 1838, 1878, 1969 a nově 2015 jsou v polích mezi žebry.
Ve svornících jsou vyvedeny mistrovské značky stavitele Johanna Starpedela, zedníka Pietra Gabriho, kameníka Antonia Silvy, cechovní znamení (zedníci, kameníci, tesaři, soukeníci, řezníci), znak Brna, erb Hanuše Haugvice z Biskupic a monogramy brněnských měšťanů.

## Pověst

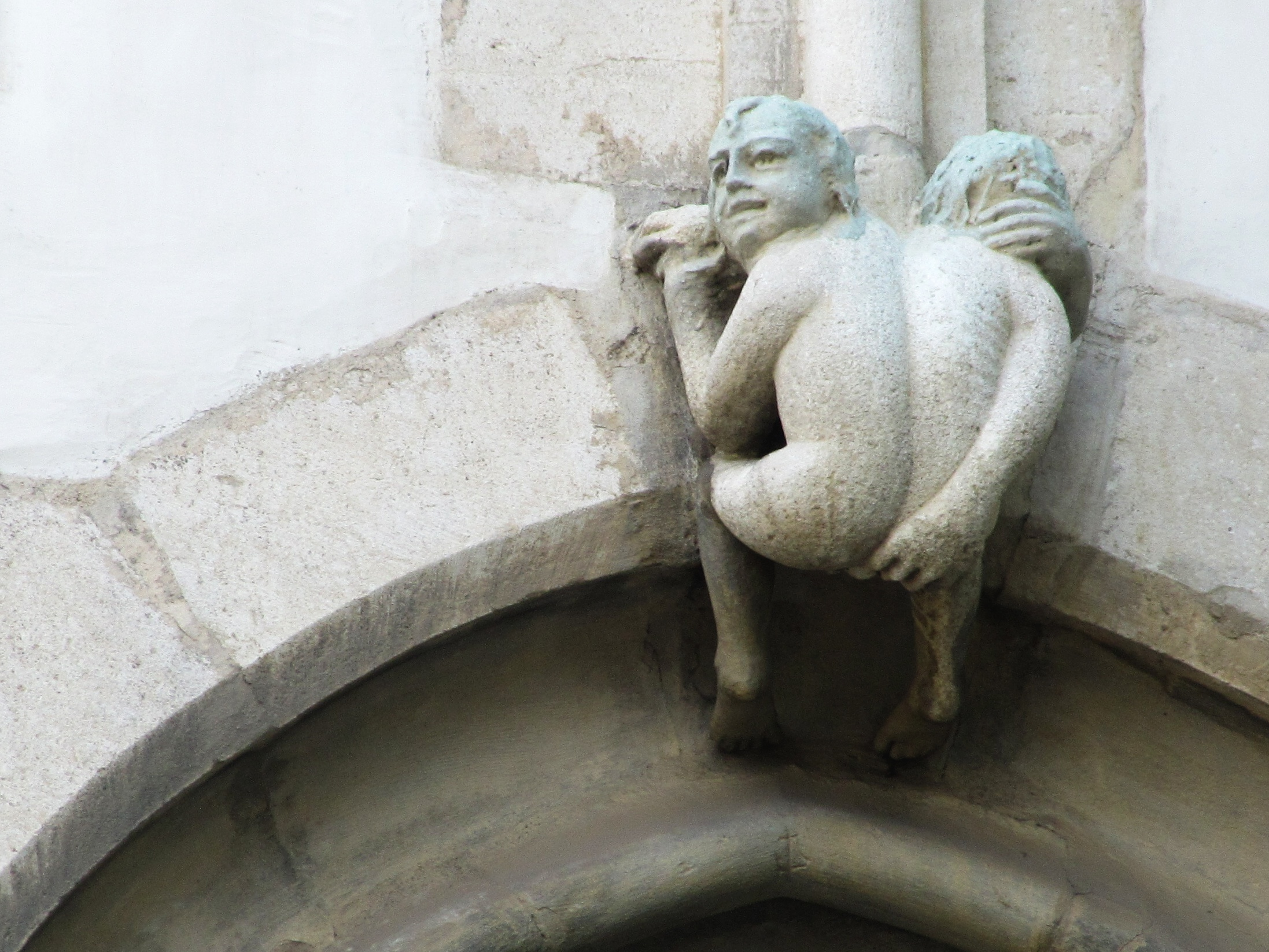
„Neslušný
mužíček“ – Nehaňba

Ke kostelu sv. Jakuba se váže jedna z nejznámějších brněnských pověstí – Pověst o neslušném mužíčkovi. Mužíčka lze spatřit v jižním okenním oblouku prvního patra věže, přivráceného k náměstí Svobody, jak vystrkuje nahý zadeček ke katedrále sv. Petra a Pavla. Prý šlo o „soutěž“ který ze dvou kostelů bude mít vyšší věž. Zadeček směrem k Petrovu naznačuje, že tuto soutěž vyhrál kostel sv. Jakuba s výškou věže 92 m, zatímco Petrovské věže dosahují pouze do výšky o 8 metrů nižší, tedy 84 m. Tato legenda však pochází až z poč. 20. století, jelikož věže petrovské katedrály byly postaveny až roku 1908. Jiná verze tvrdí, že petrovská kapitula ze závisti, že má sv. Jakub lepšího stavitele, ho nechala z města vyhnat. Měl jen poslední přání, než odejde, aby mohl dokončit okno. Když bylo ono okno odhaleno, objevil se zadek vystrčený směrem na Petrov.
Málokdo ale ví, že v okně není jen jeden mužíček, ale jsou v něm dvě postavy. Neslušný mužíček je totiž vytesán v družném obětí s „neslušnou ženuškou“. Jindřich Chatrný z pracoviště dějin architektury a urbanismu Muzea města Brna k tomu uvedl, že „patrně šlo o žert řemeslníka, když takovou sochu umístil na církevní budovu“.[zdroj?] Jedná se ale o poměrně běžnou hříčku gotických kameníků (podobně jako křivá fiála portálu Staré radnice). Původně měla skulptura pouze tělo, dvě hlavičky k němu byly doplněny v roce 1937.

## Kostnice
V podzemí kostela je druhá největší objevená kostnice v Evropě. Podle odhadů se v kostnici nachází ostatky kolem padesáti tisíc jedinců. Kostnice je od konce června 2012 veřejnosti běžně přístupná v návštěvních hodinách.

## Fotogalerie

### Exteriér

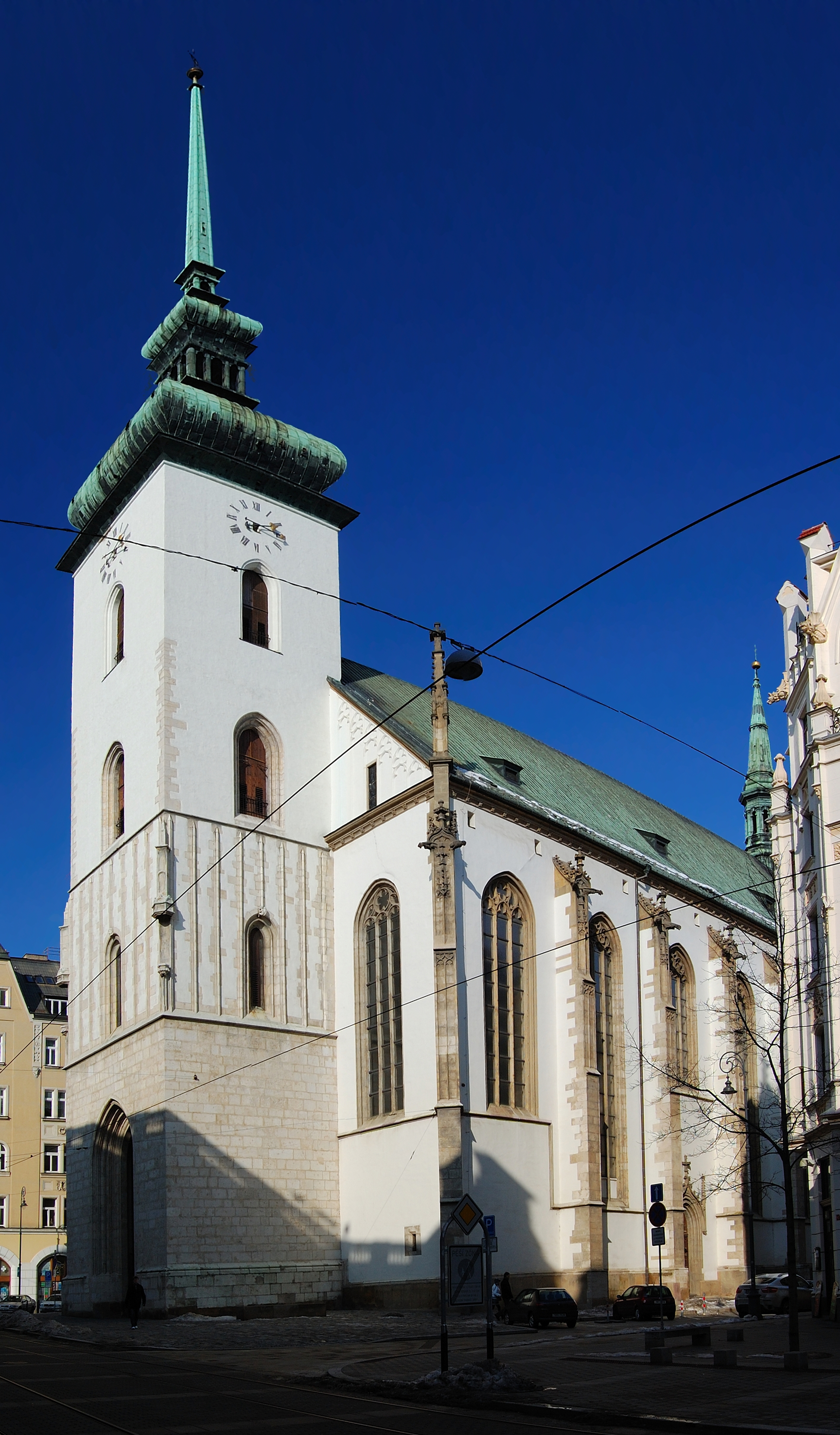
Kostel od jihozápadu
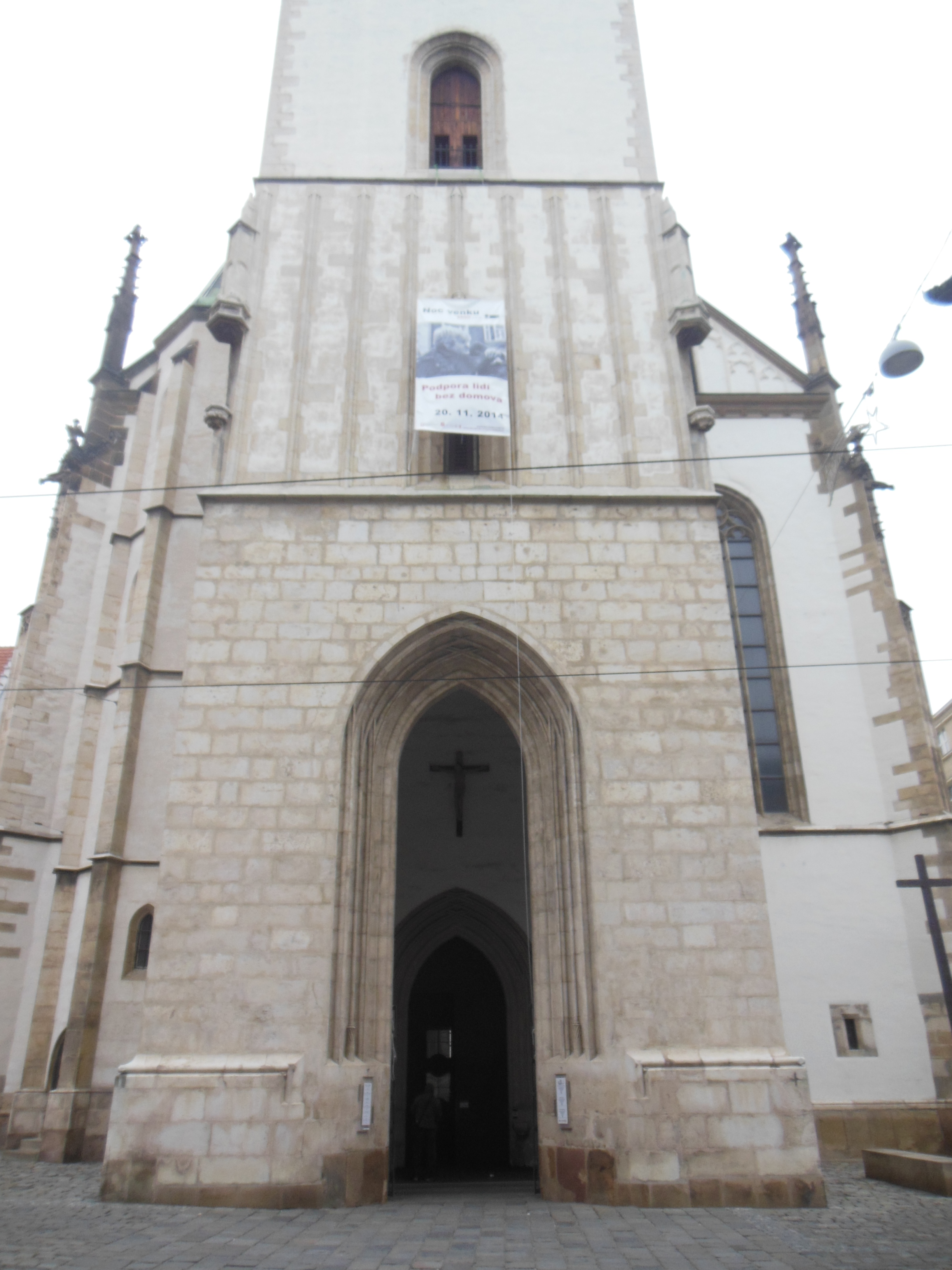
Spodní část hranolové věže s hlavním vstupem
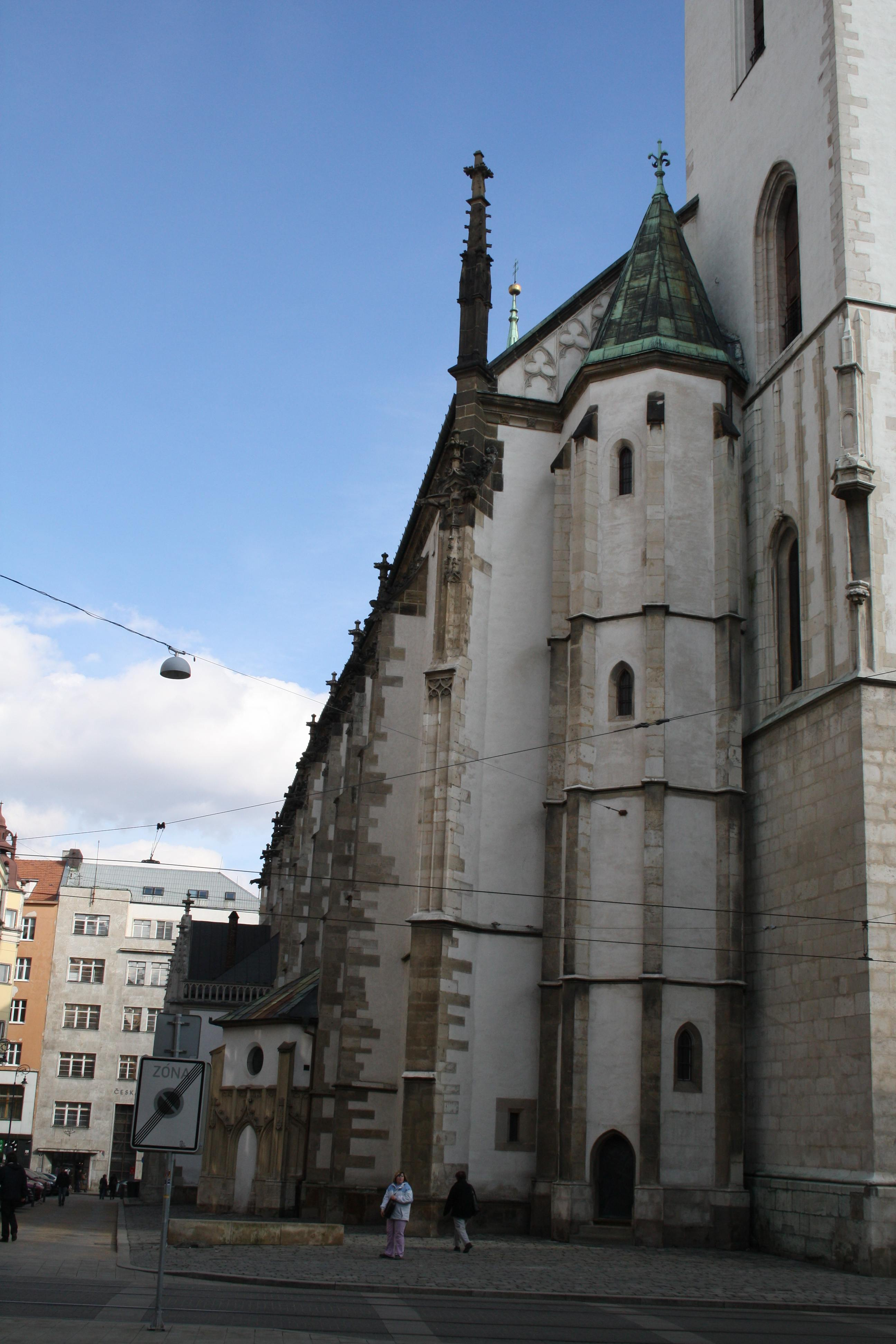
Severní strana se schodišťovou věží
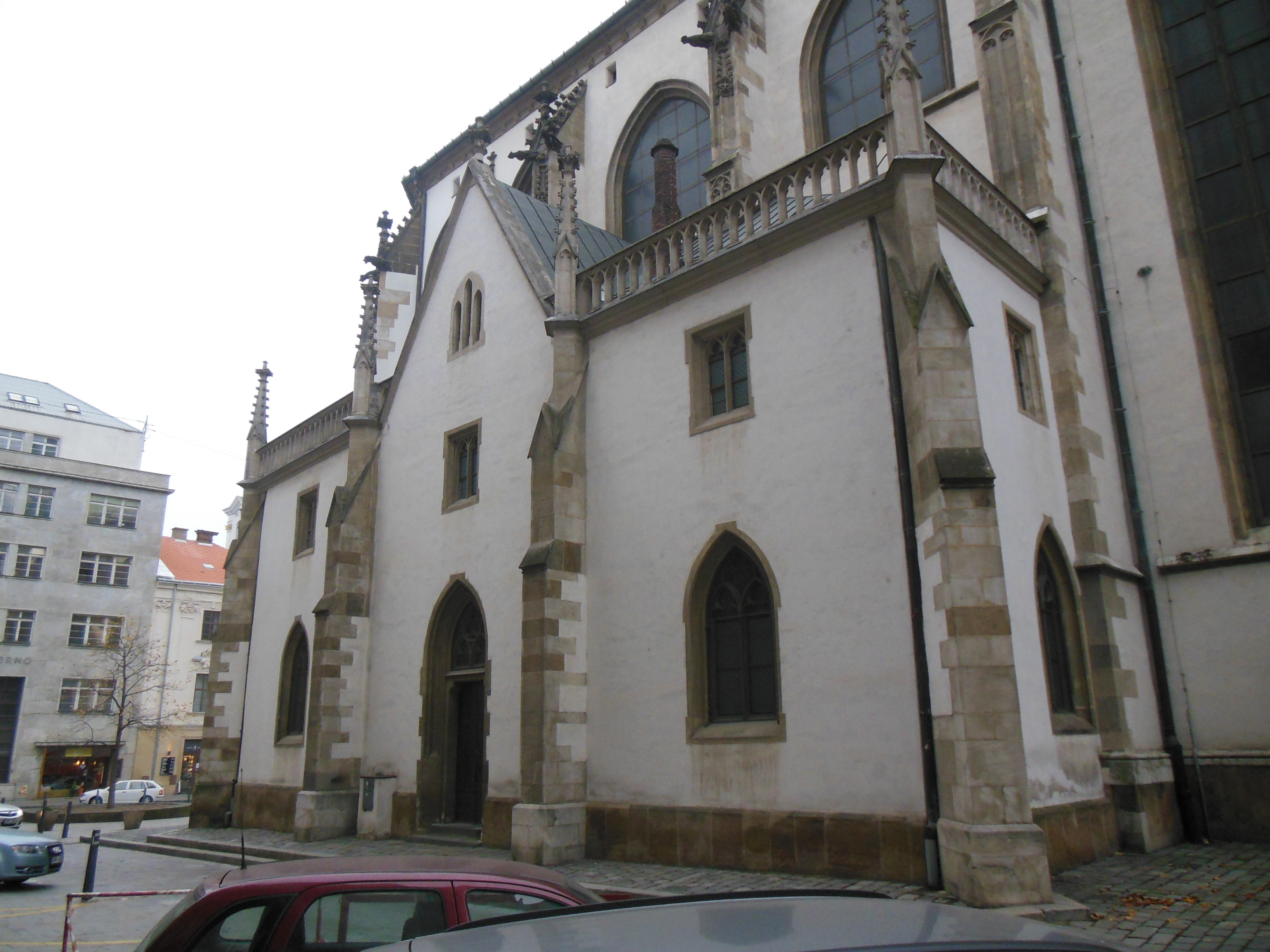
Novogotická sakristie
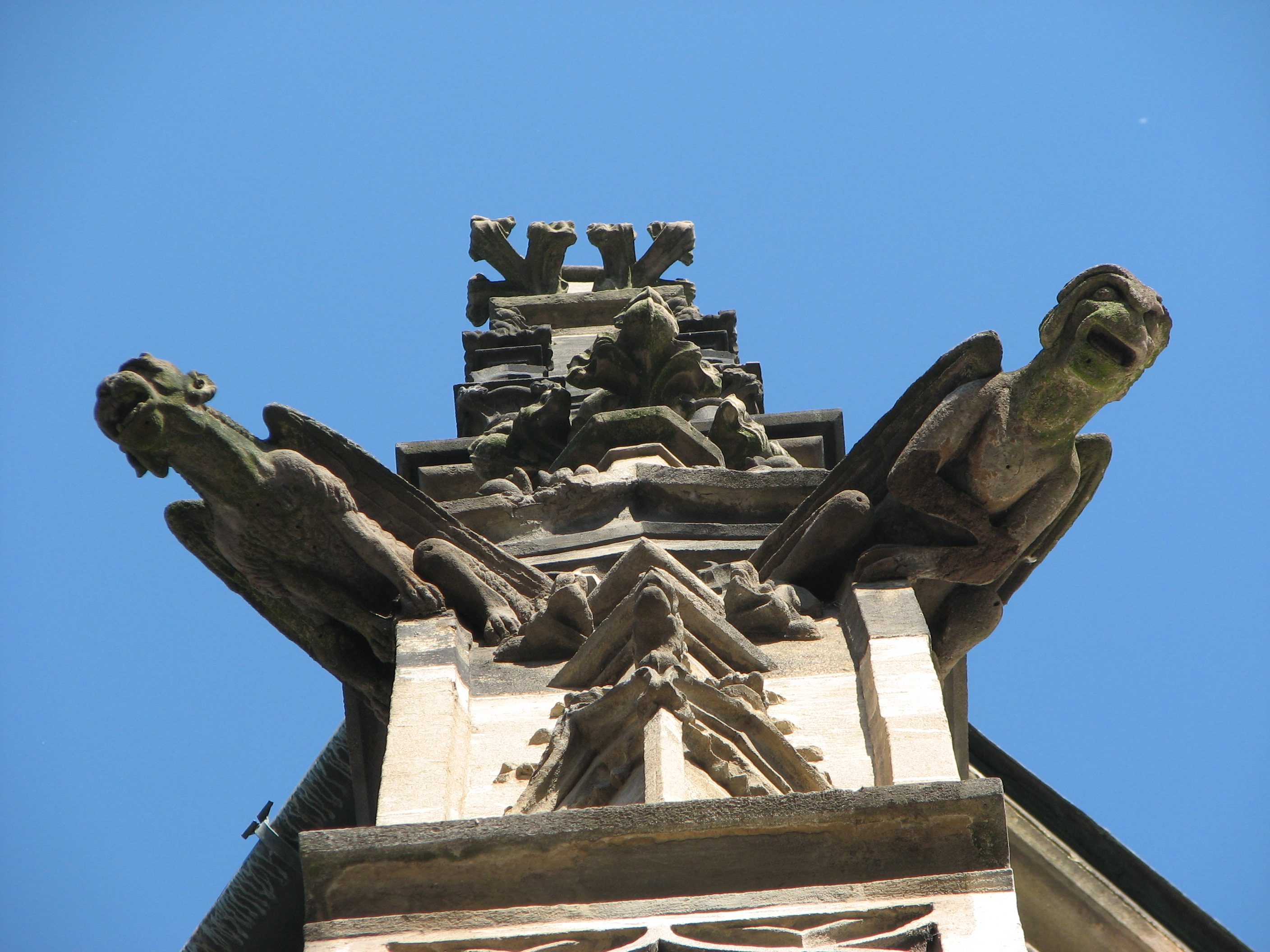
Nově vytesané nefunkční chrliče
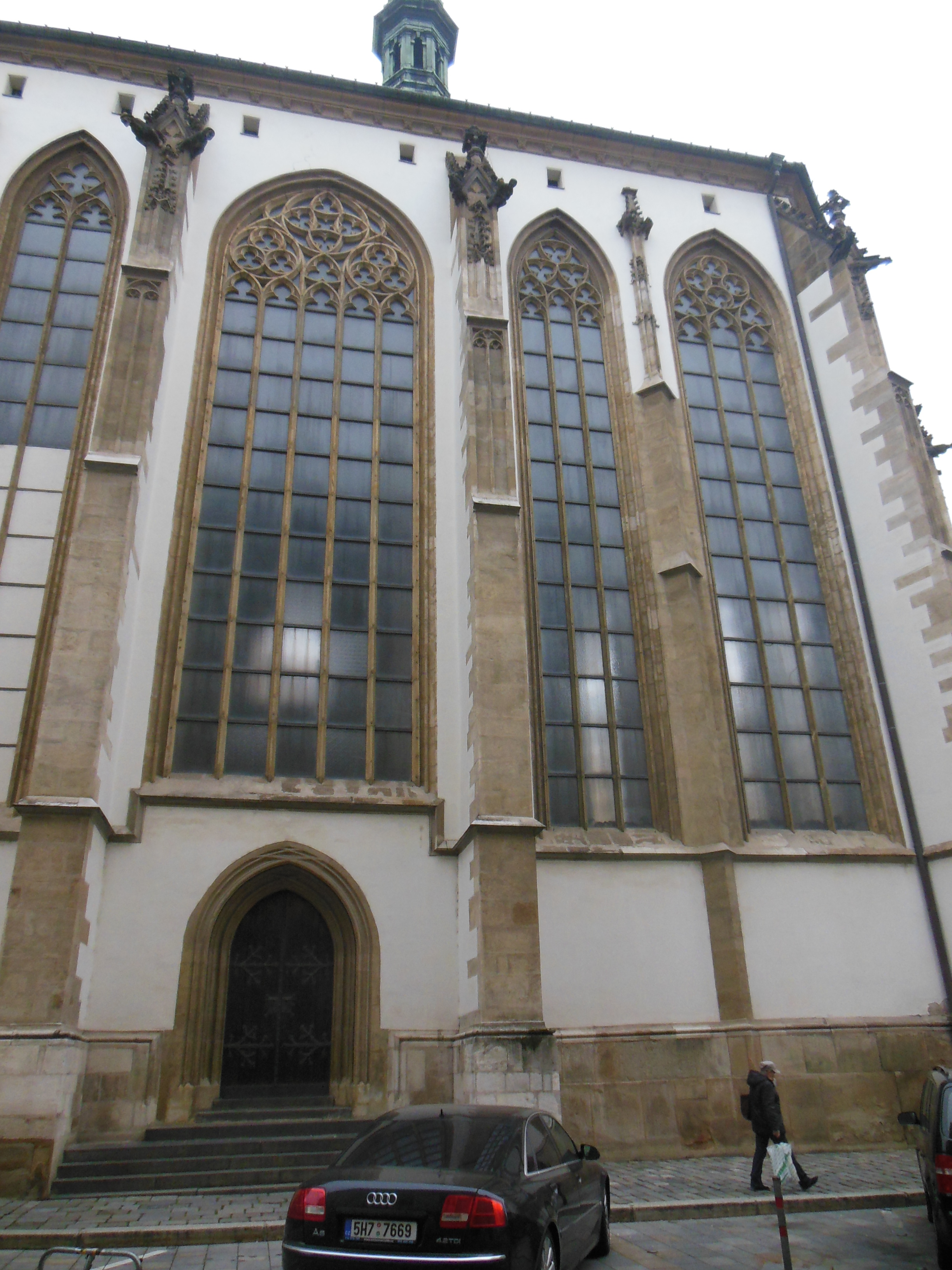
Jižní gotická okna
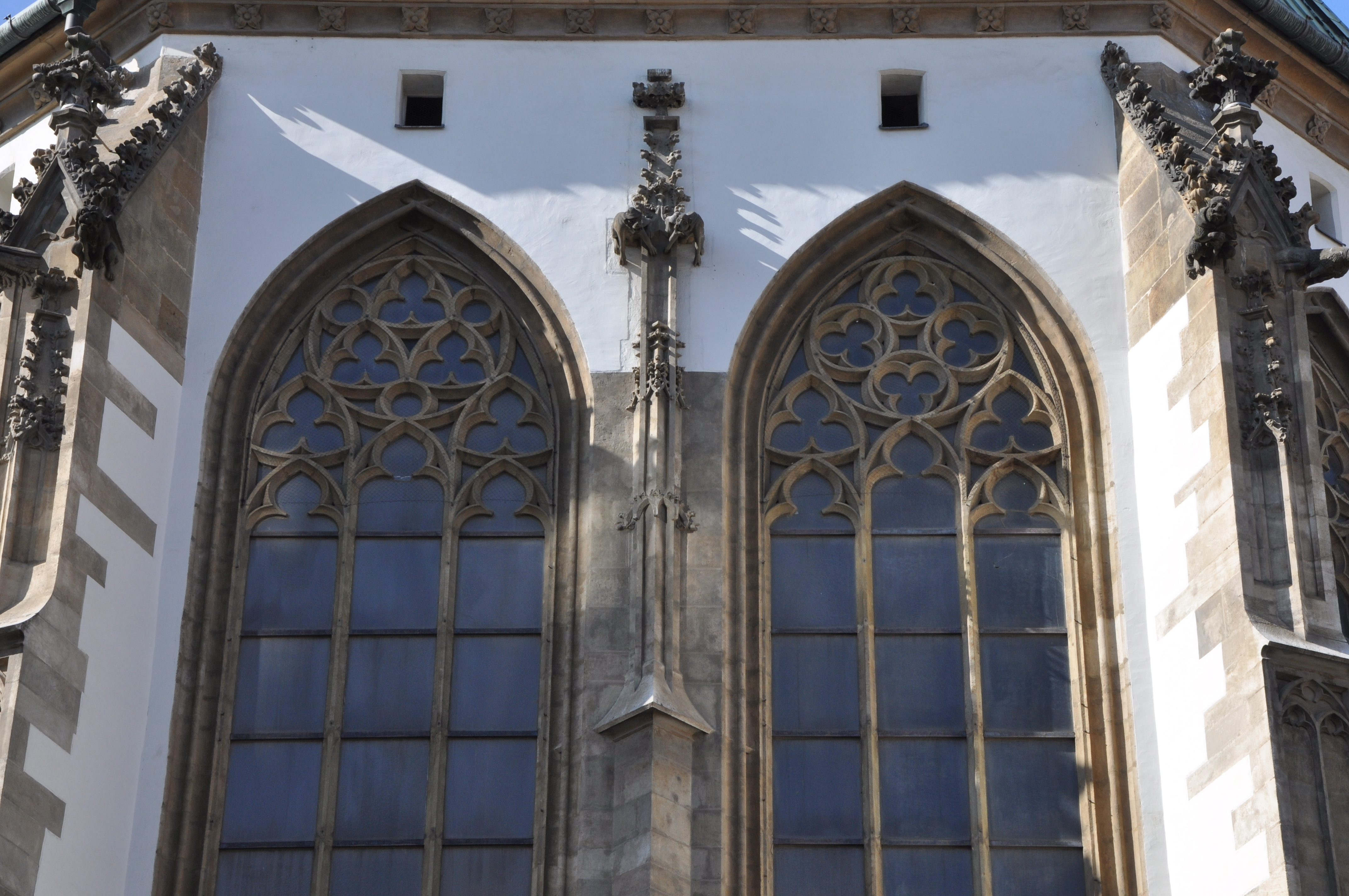
Detail kružeb oken chóru
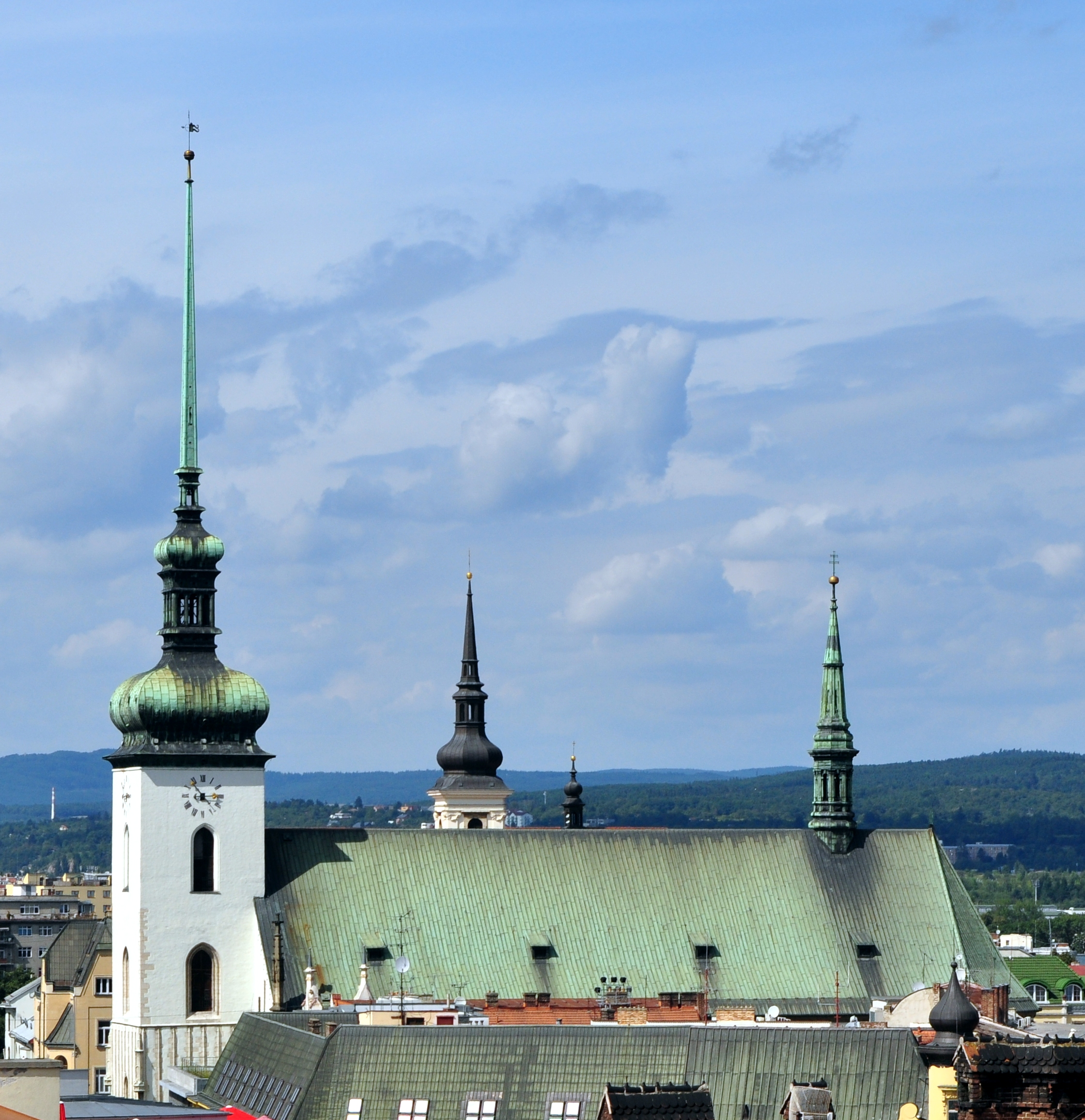
Pohled na kostelní střechu od jihu
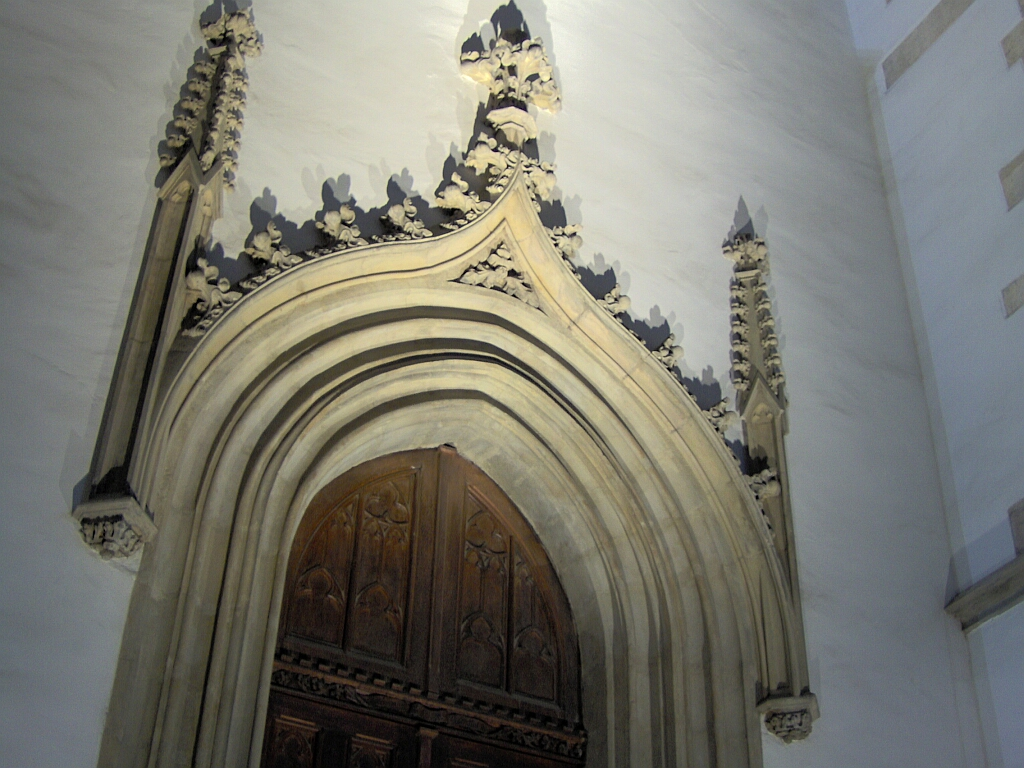
Novogotický portál jižního vstupu
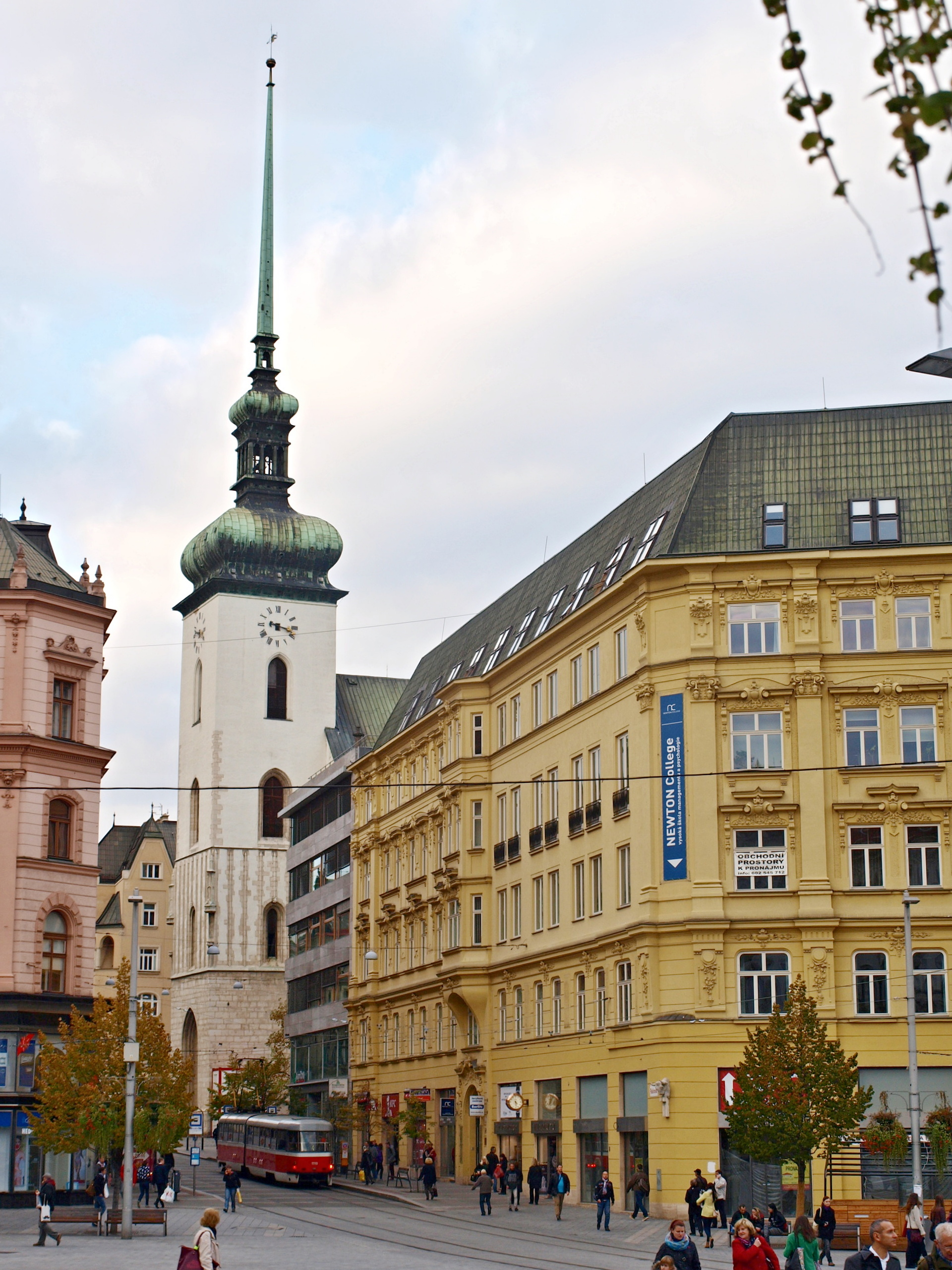
Pohled na věž kostela od náměstí Svobody

### Interiér

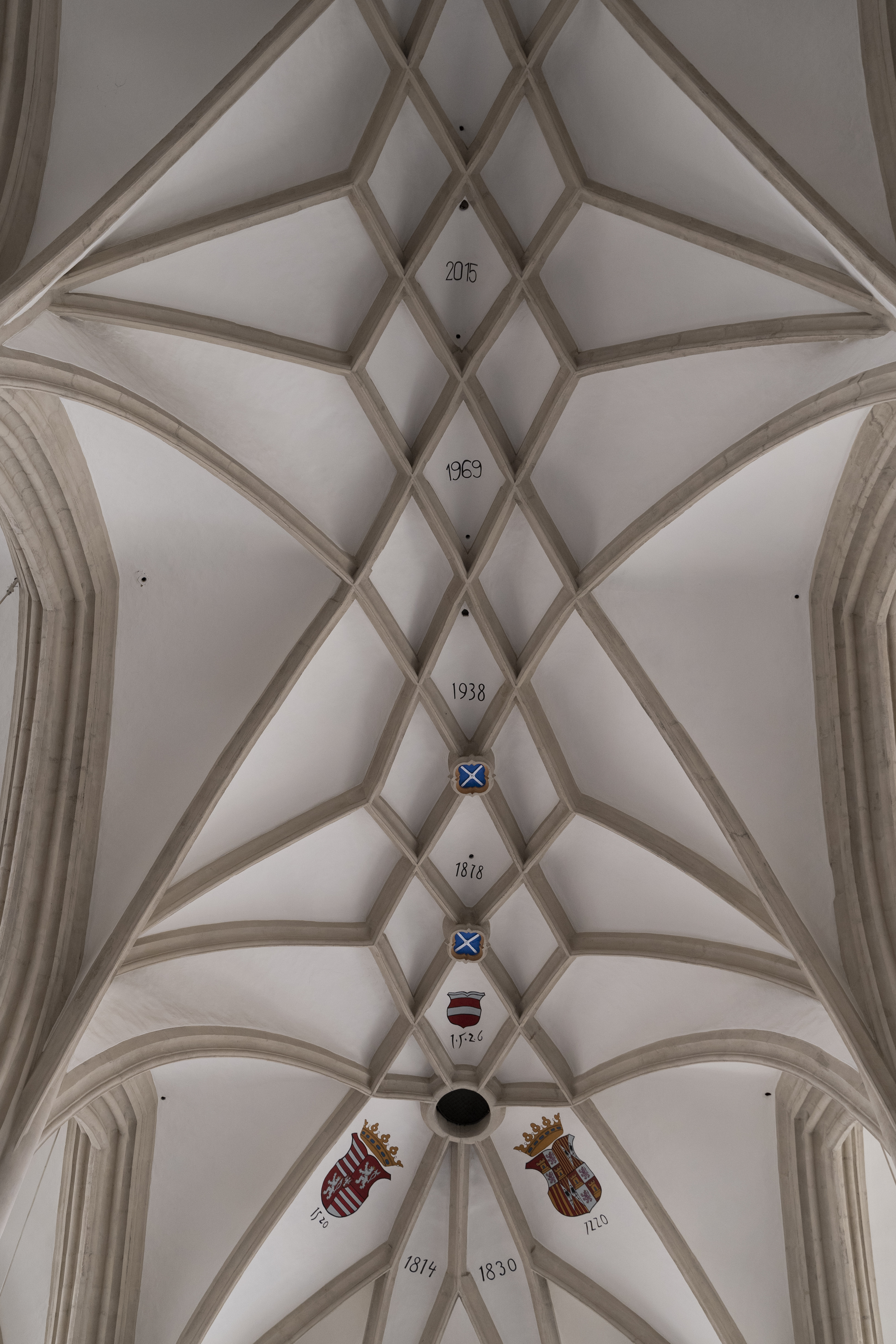
Klenba s datacemi oprav
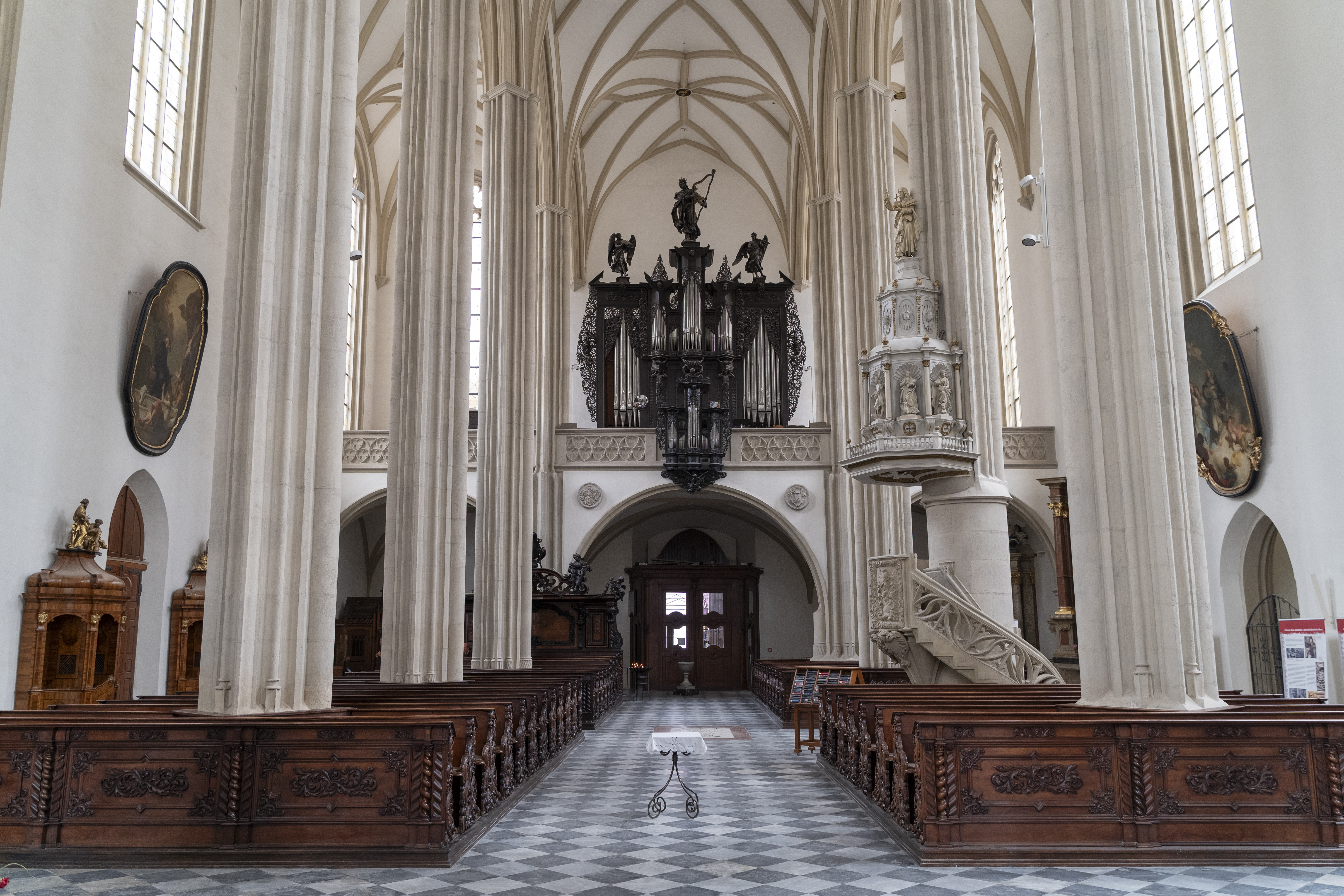
Pohled k západu
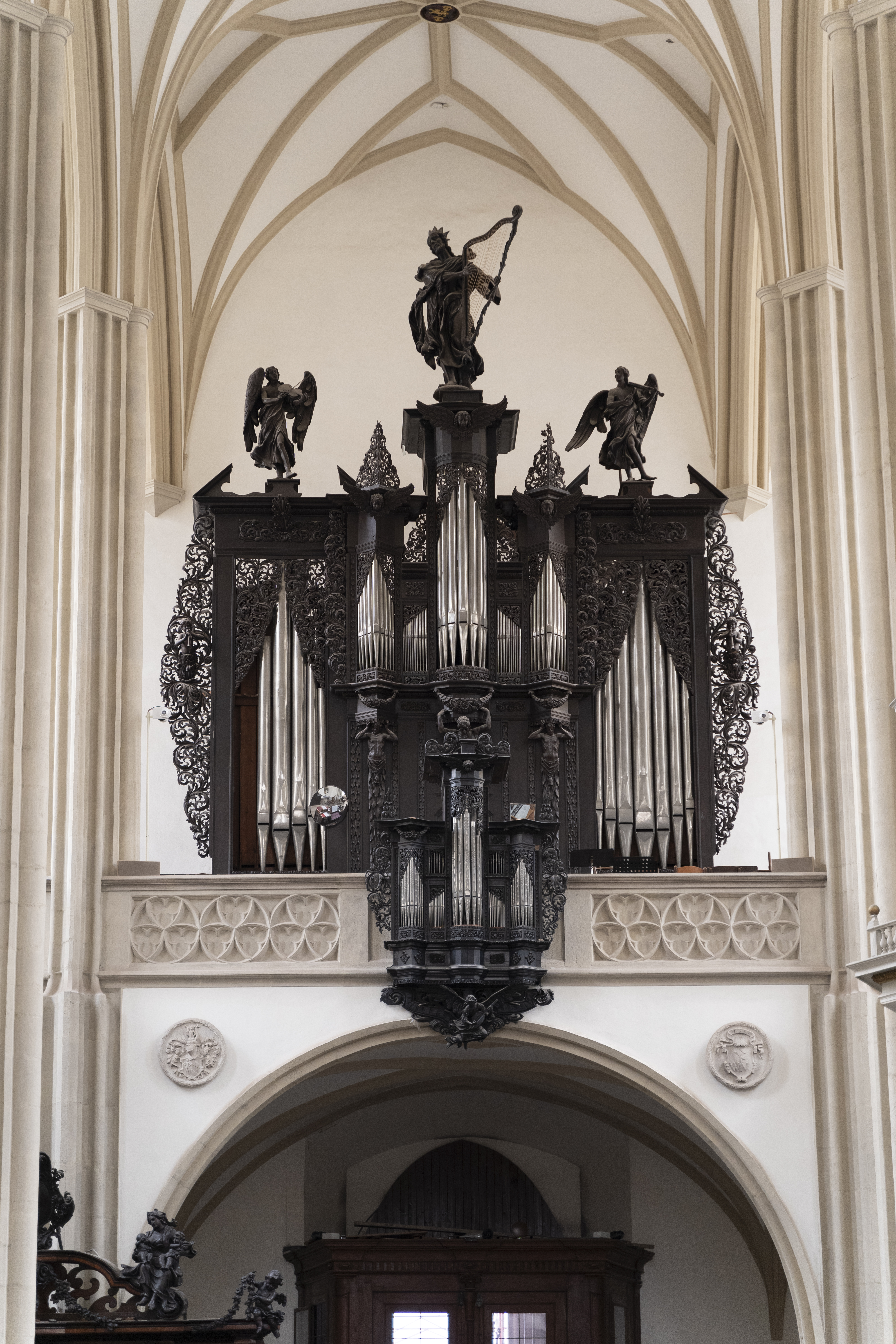
Varhany (1686-1694)
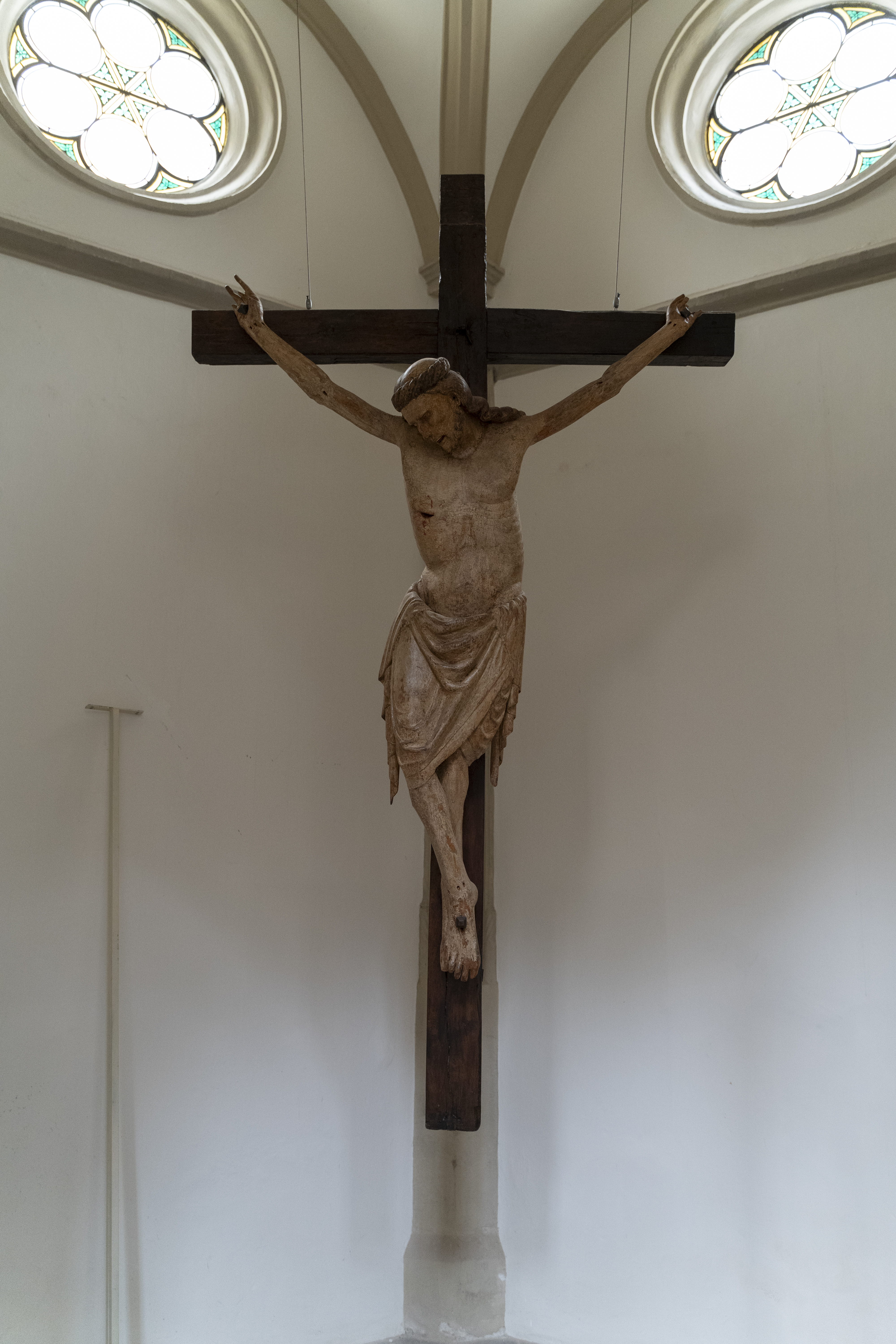
Gotická skulptura Ukřižovaného (konec 13. století)
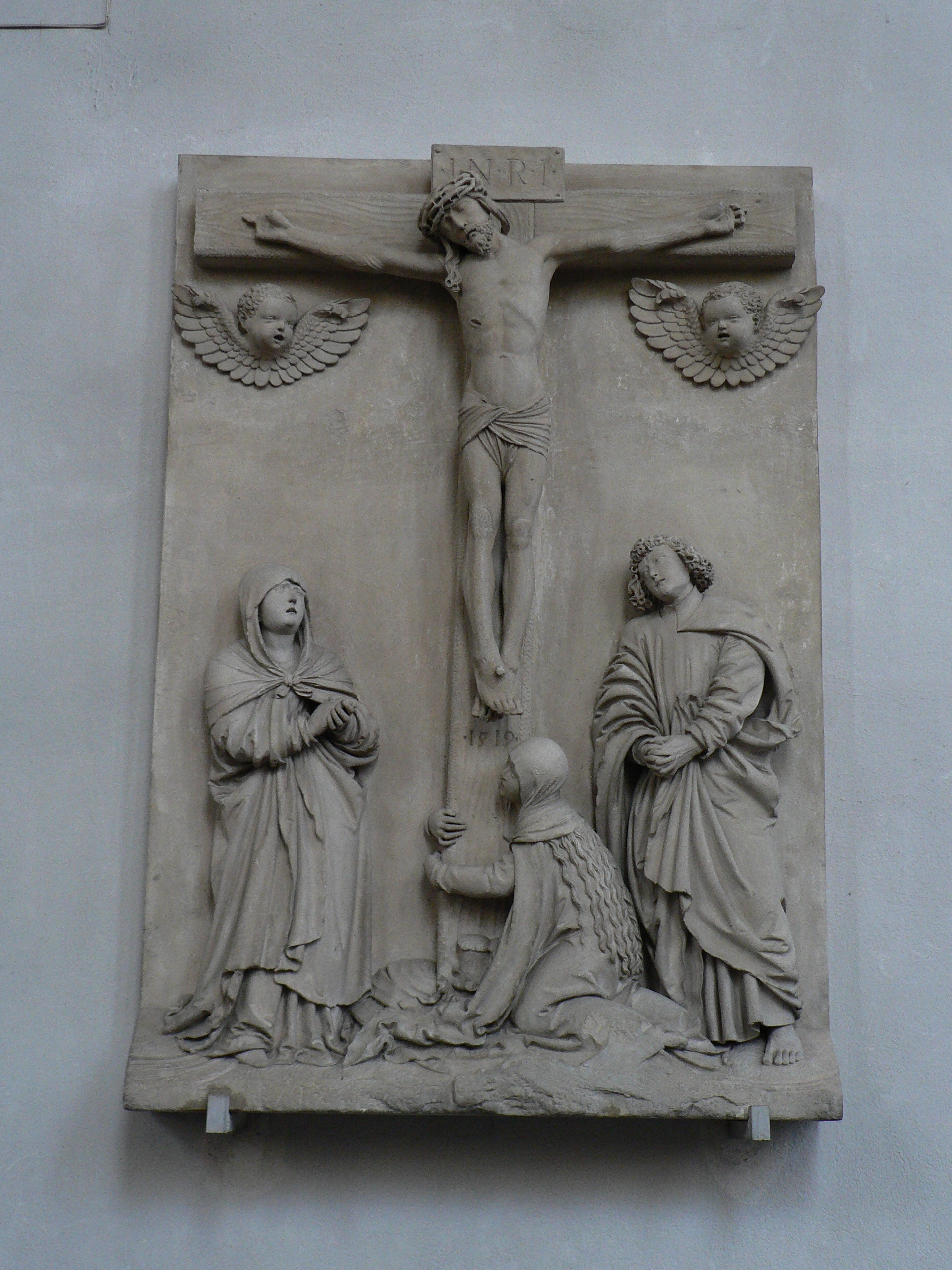
Poloplastika Ukřižování (1519)
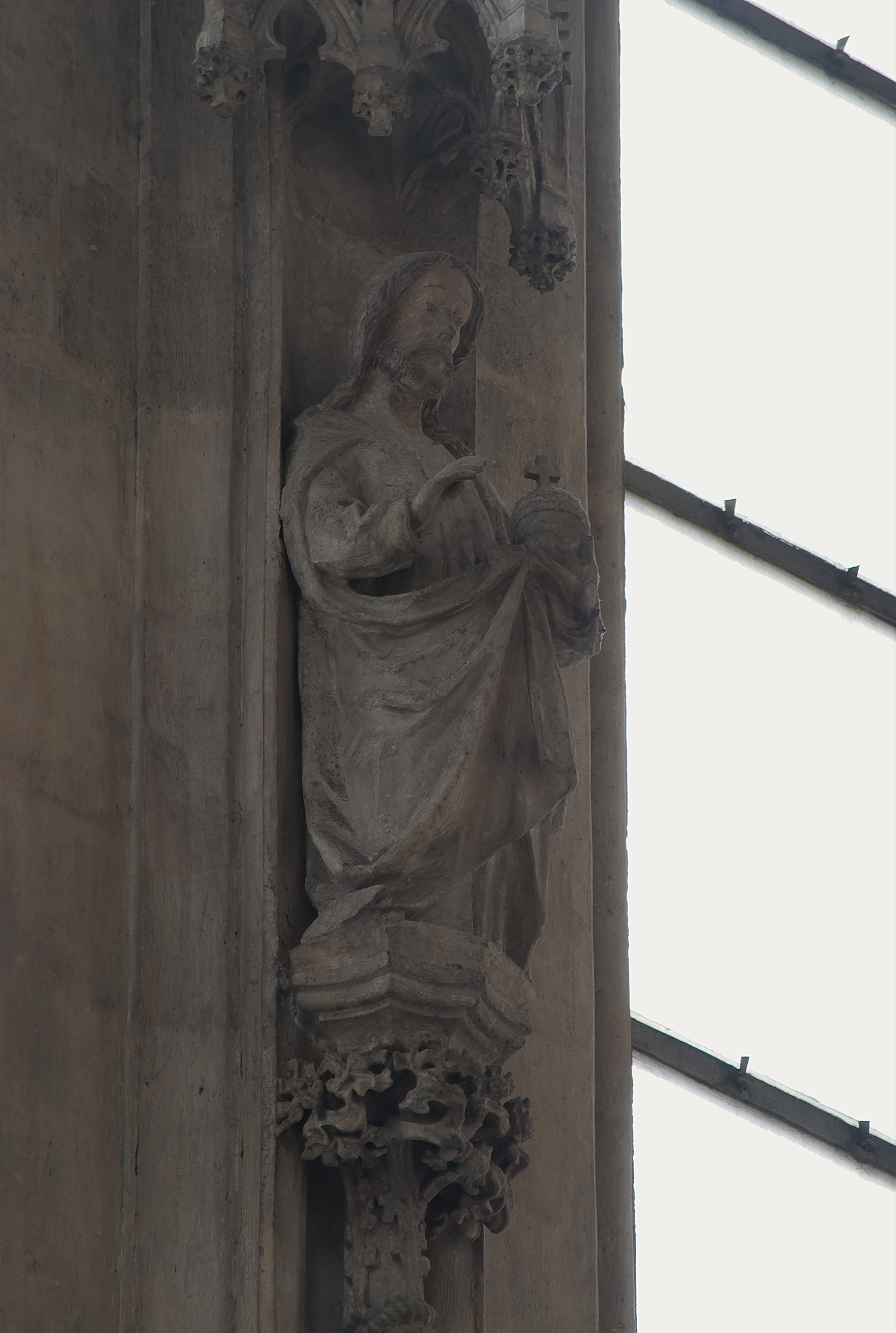
Socha Salvátora (pol. 15. století)
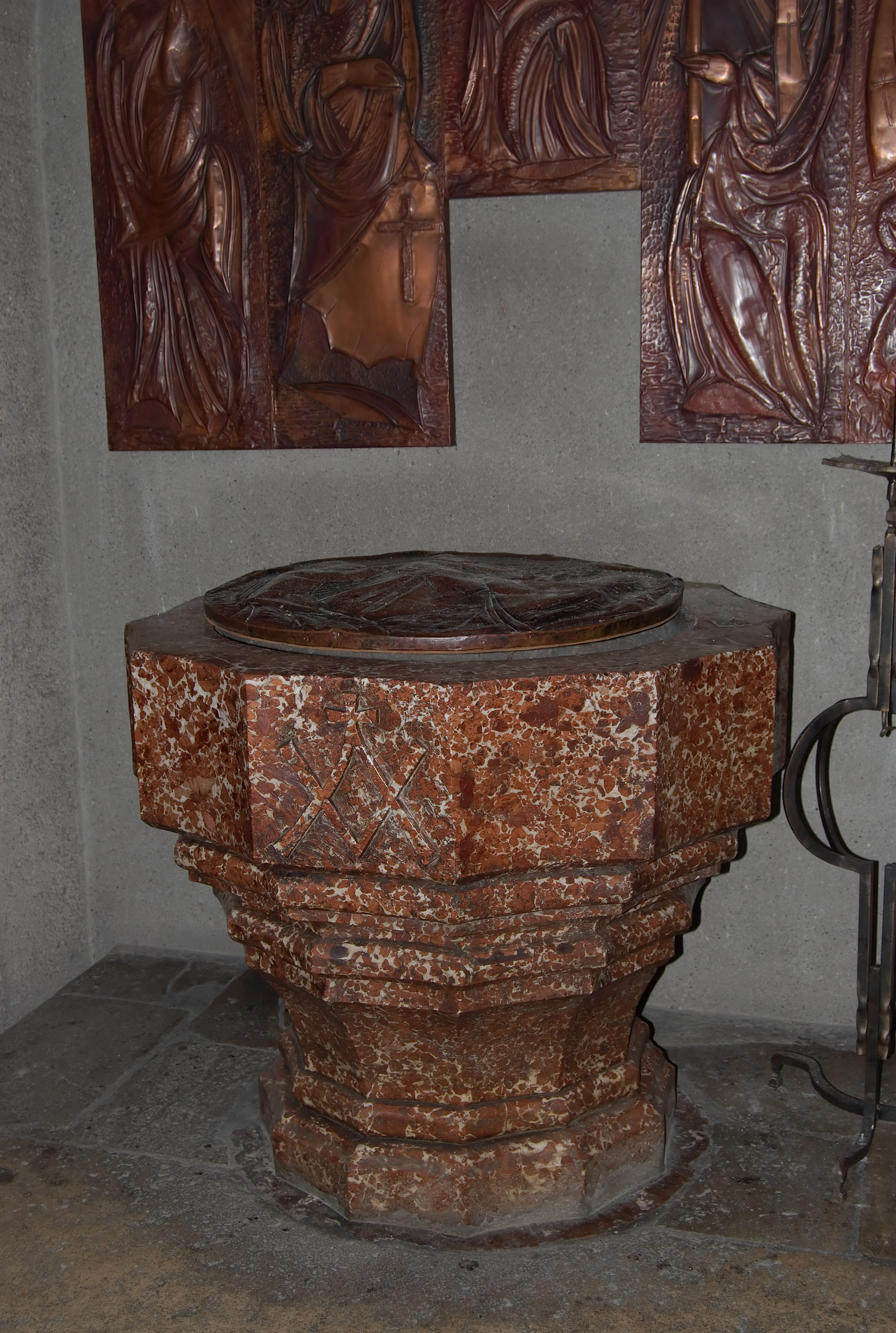
Mramorová křtitelnice (20. léta. 16. století)
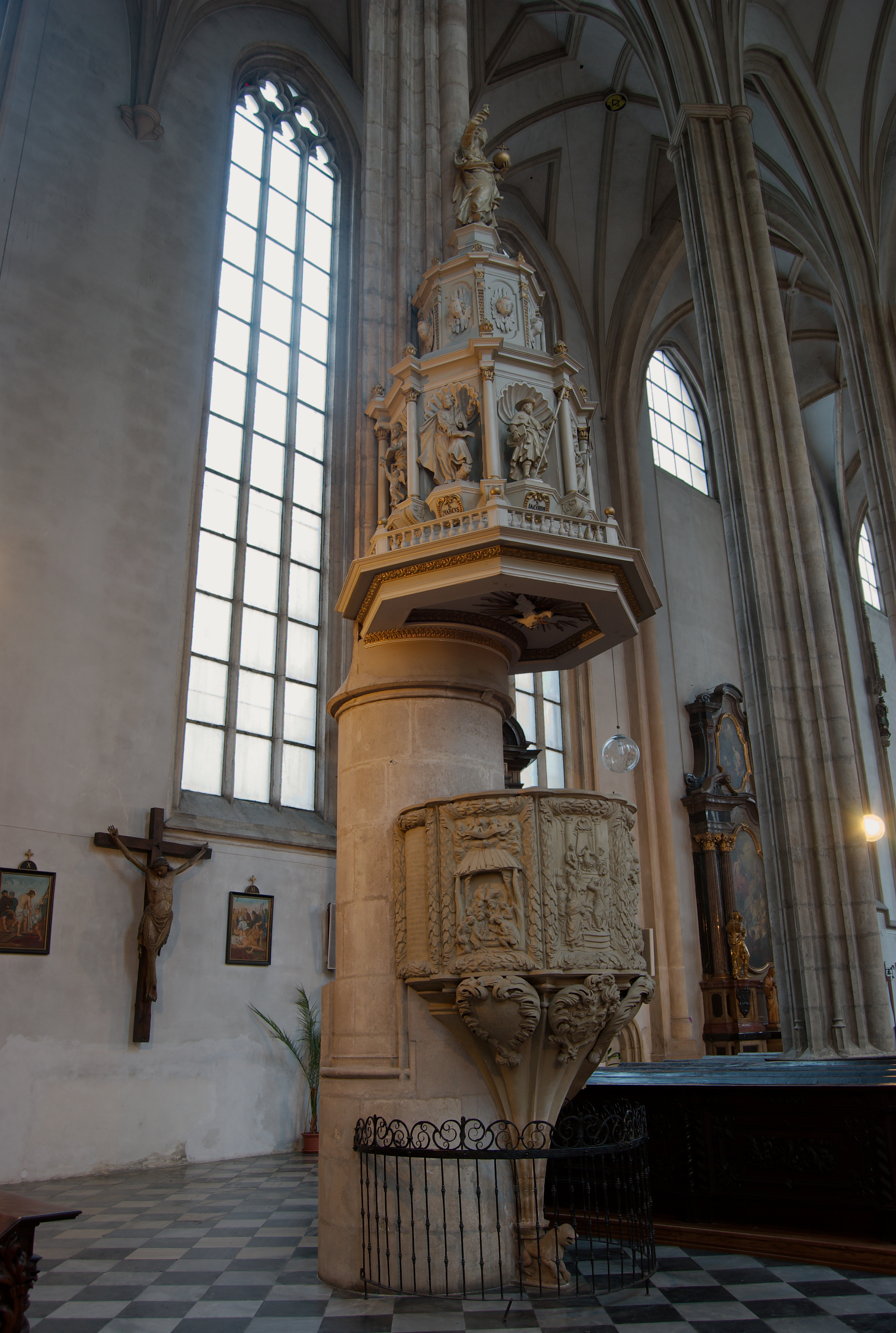
Kazatelna s reliéfy z roku 1684
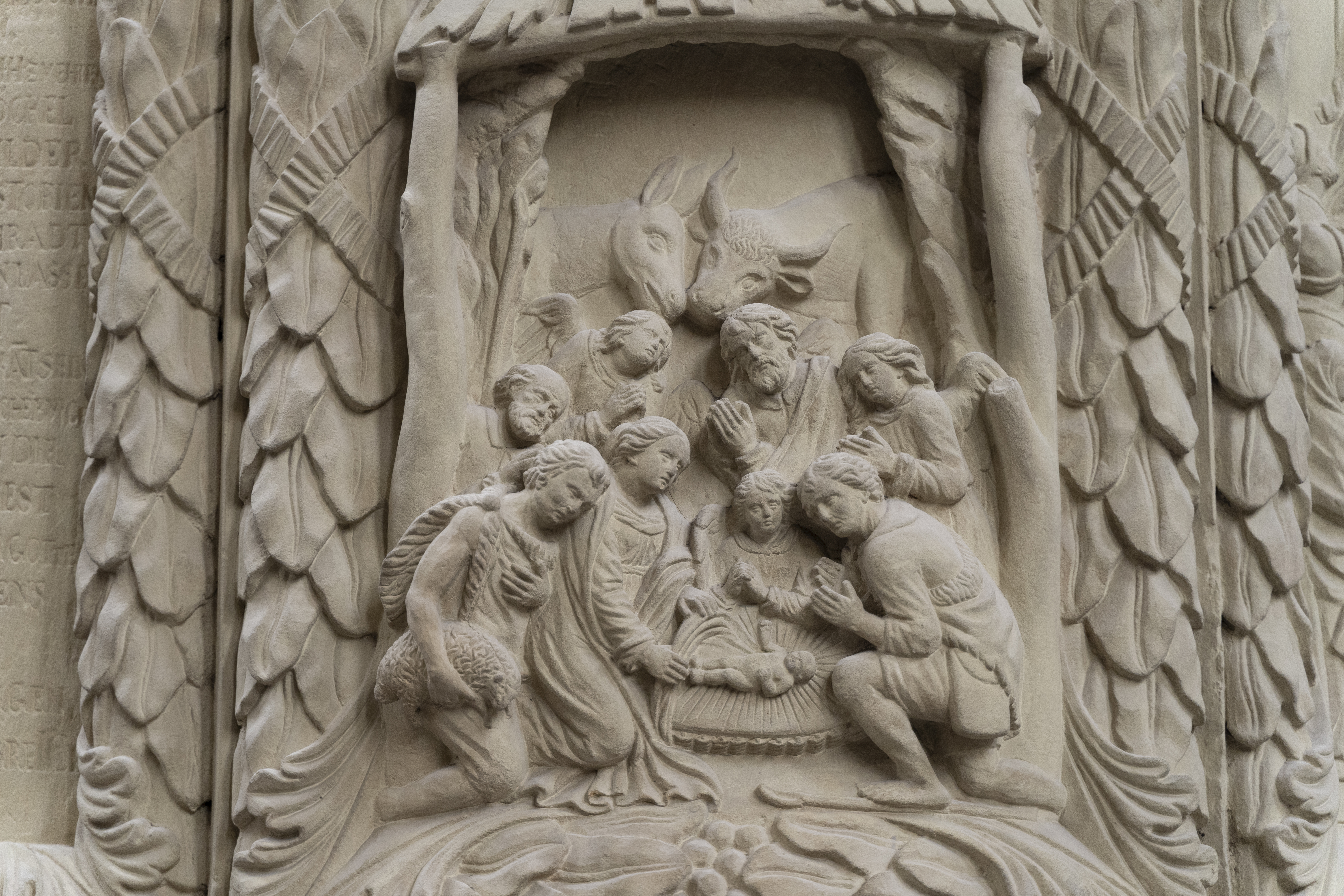
Detail reliéfu kazatelny s Narozením Páně
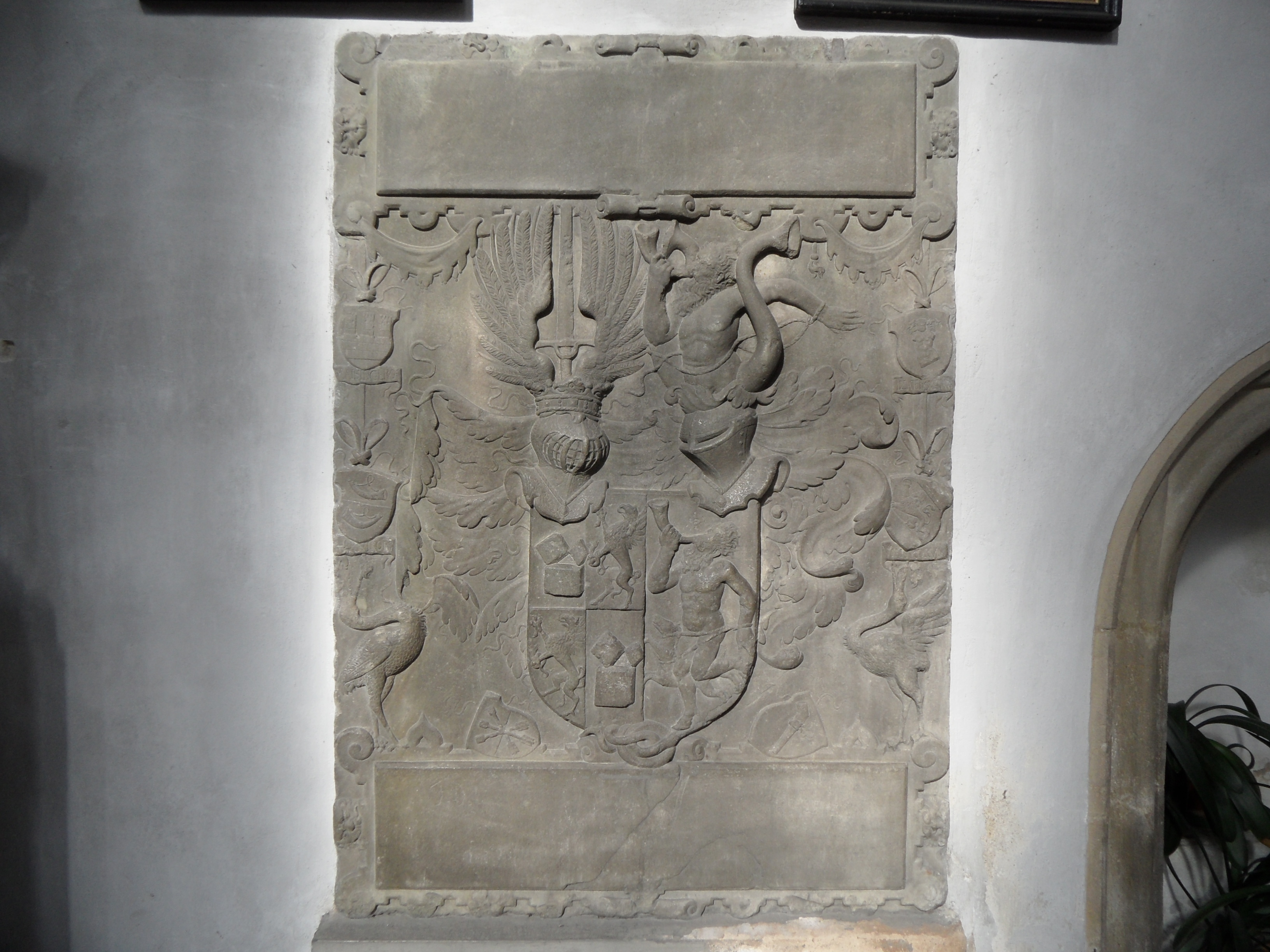
Epitaf s vyobrazením Pythagorovy věty
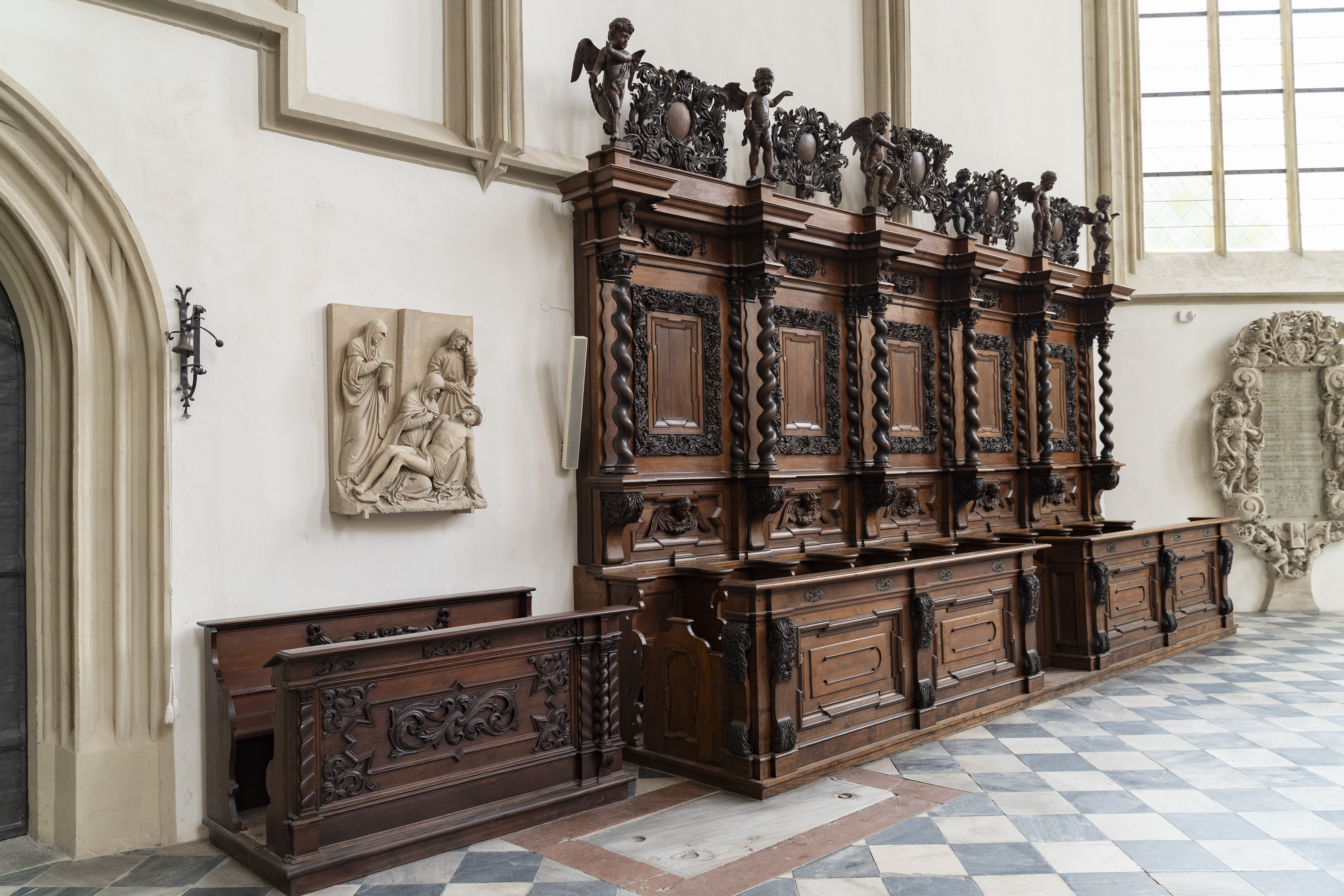
Severní chórové lavice (1707–1712)
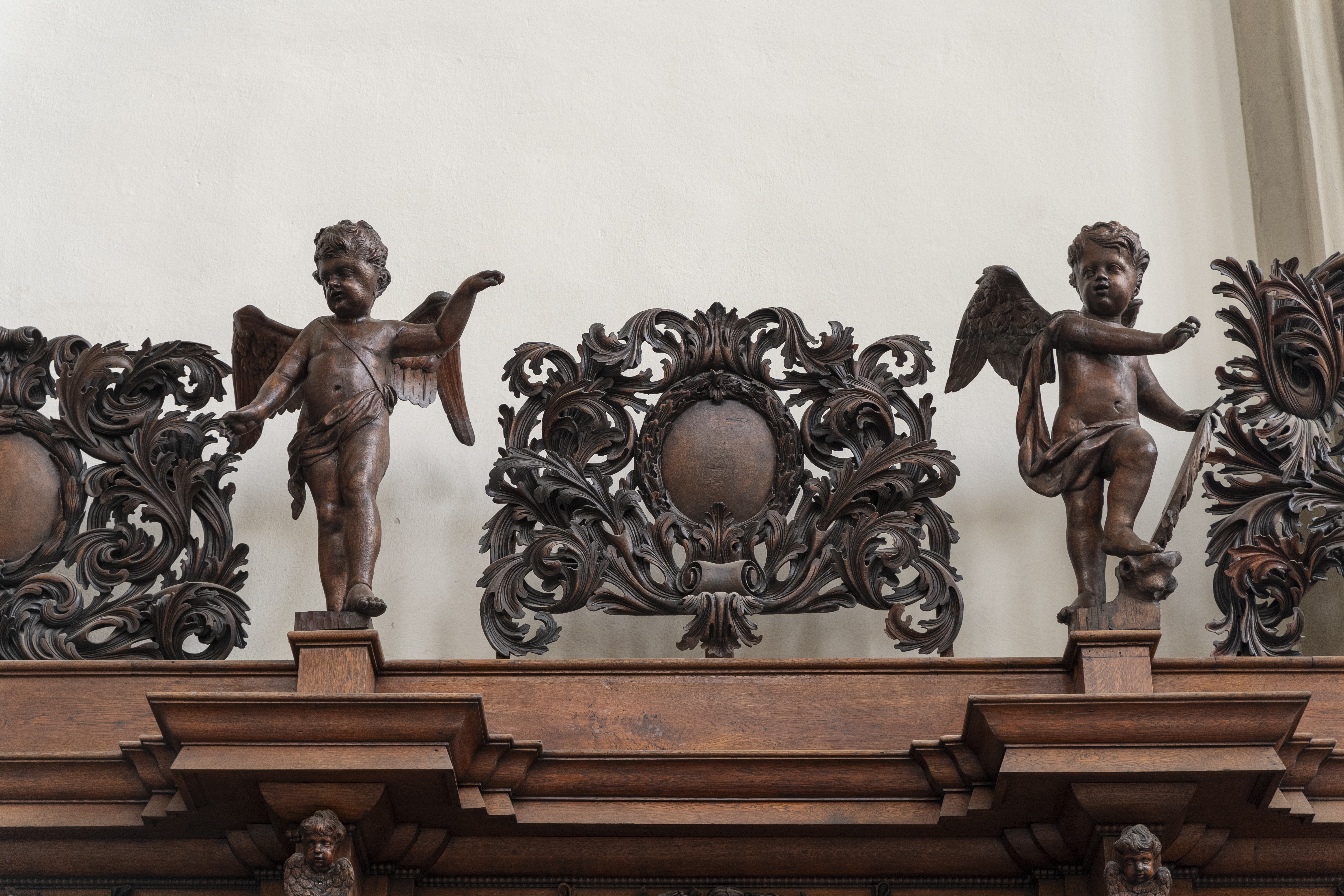
Detail nástavce lavic s anděly
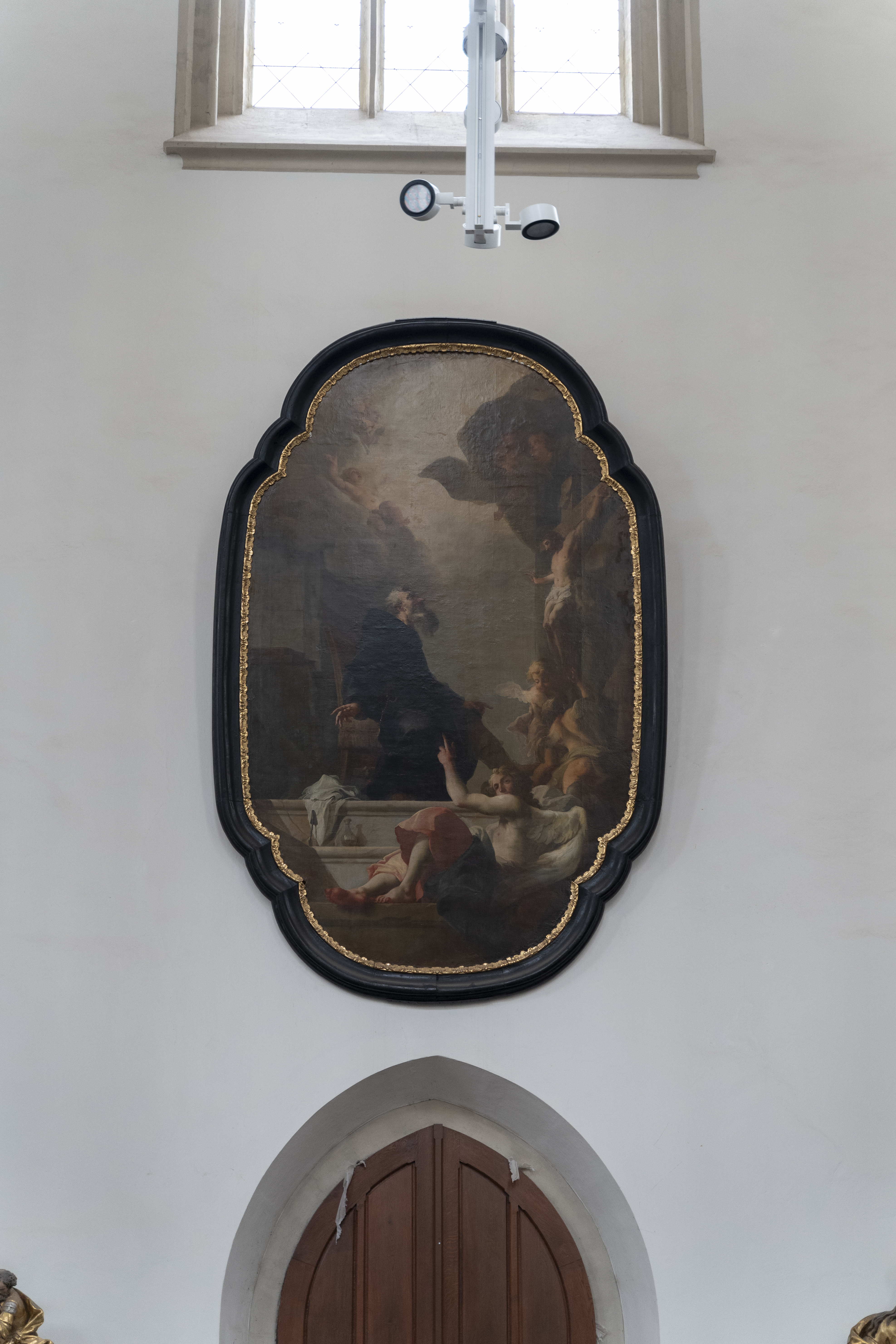
Obraz sv. Peregrina z původního hlavního oltáře (1755–1760)
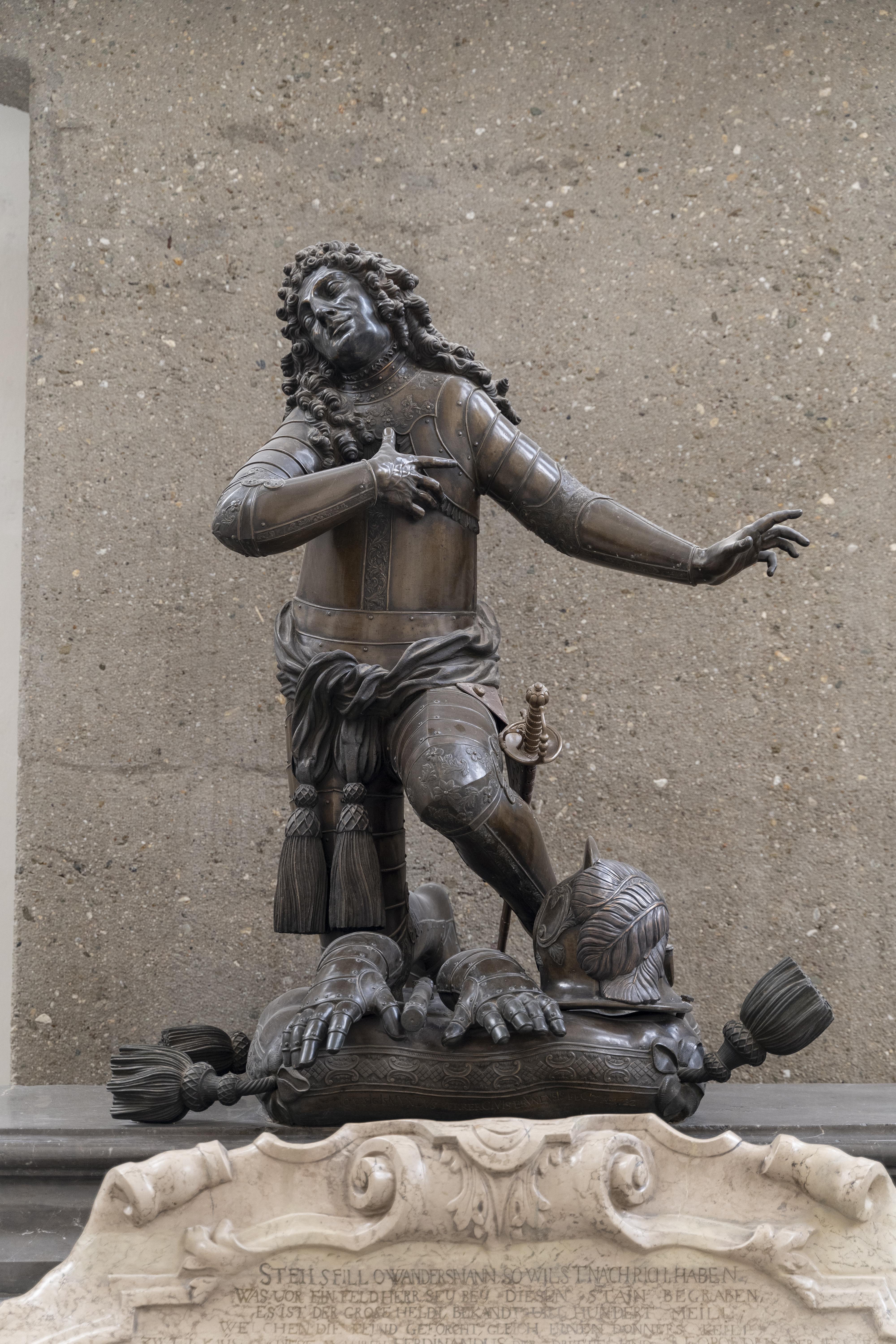
Socha Raduita de Souches
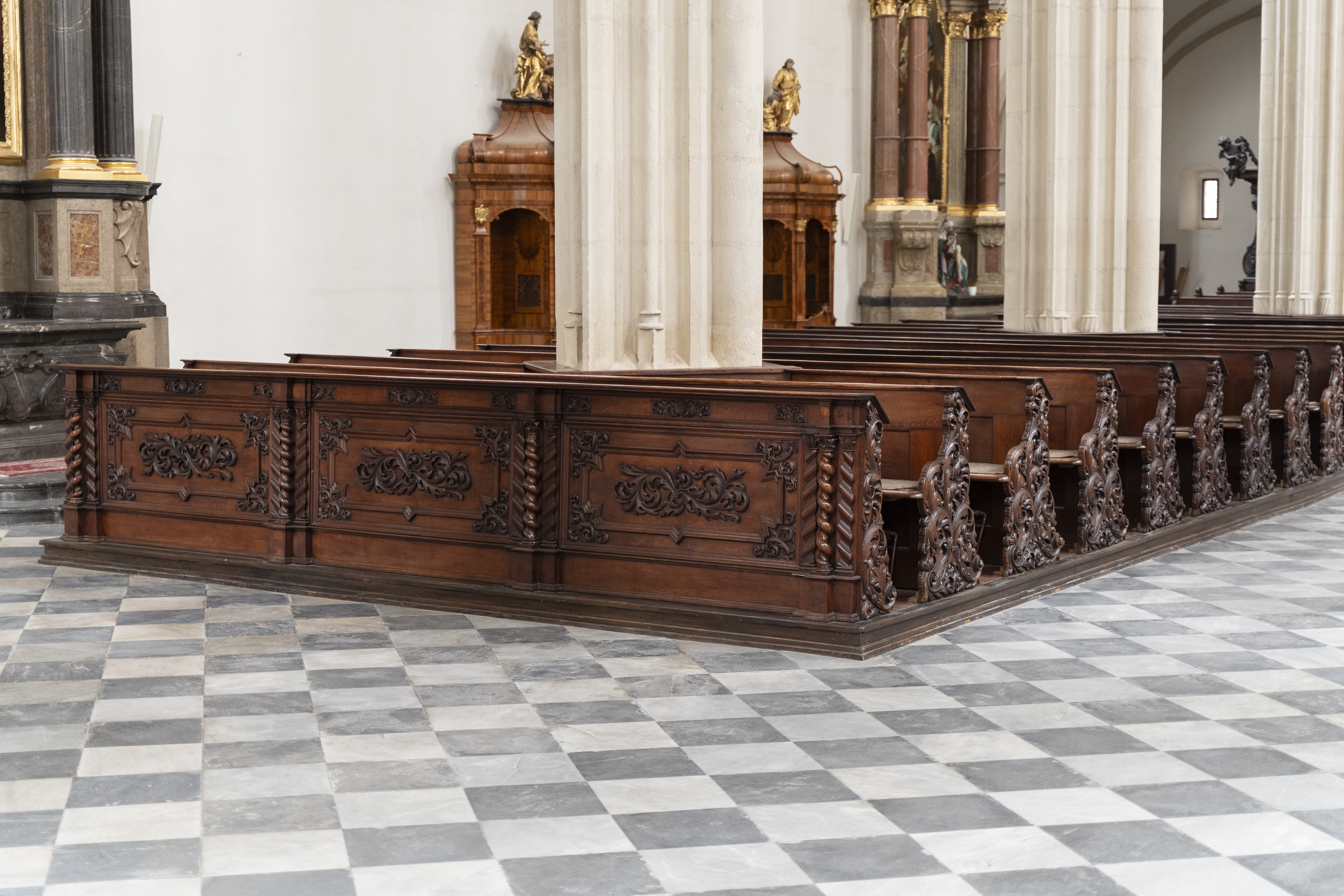
Lavice v lodi
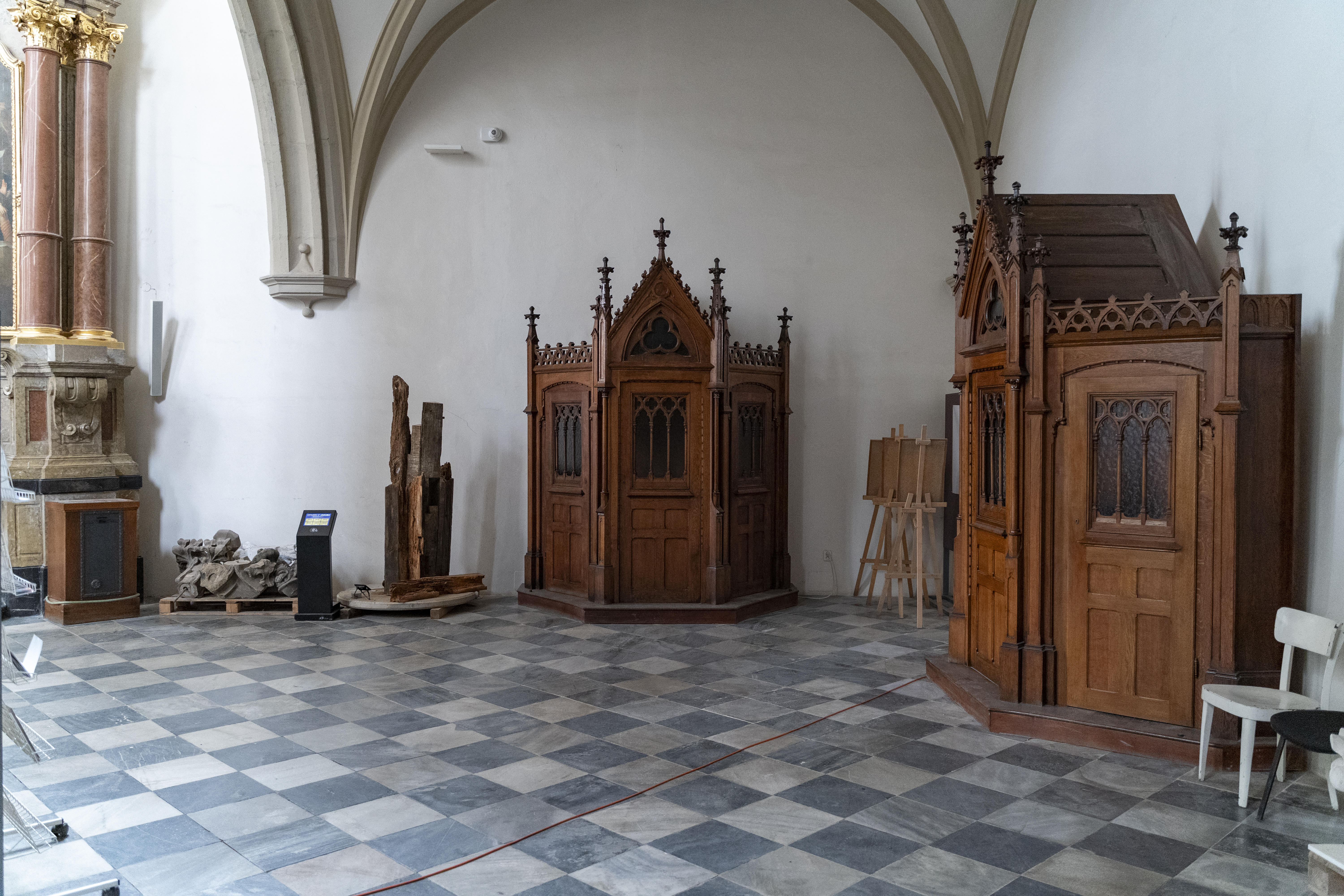
Neogotické zpovědnice pod kůrem
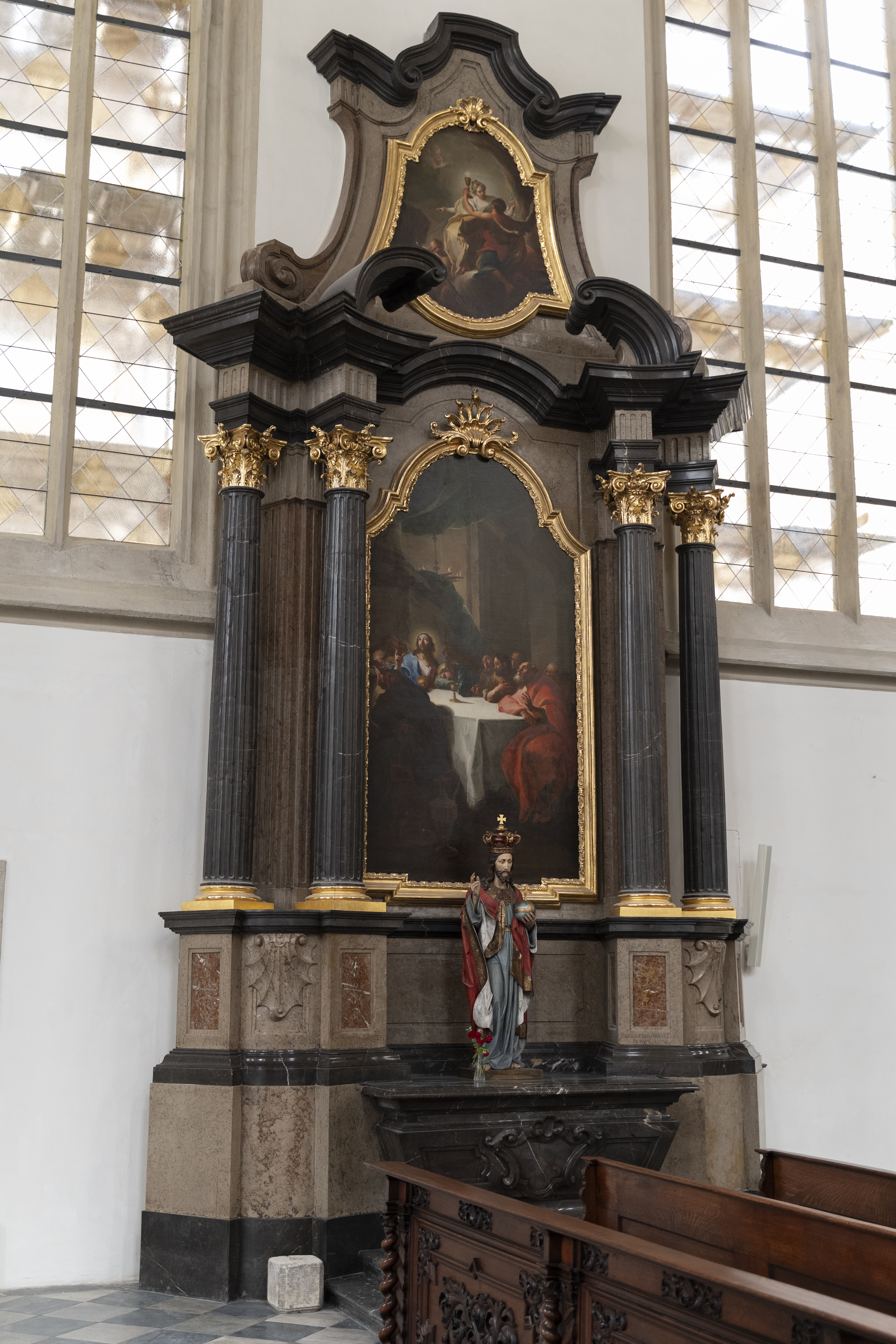
Oltář Poslední večeře Páně
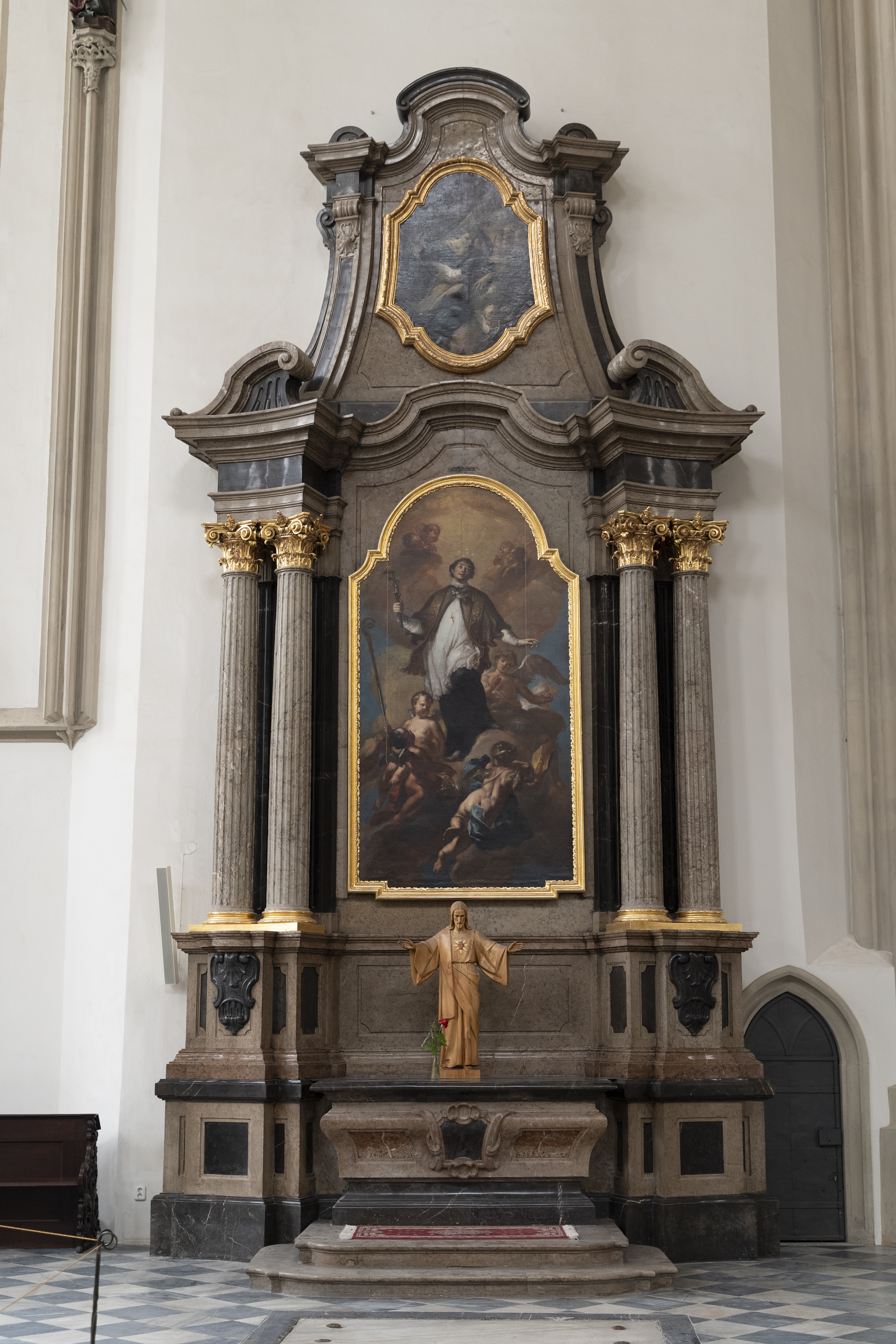
Oltář sv. Jana Nepomuckého
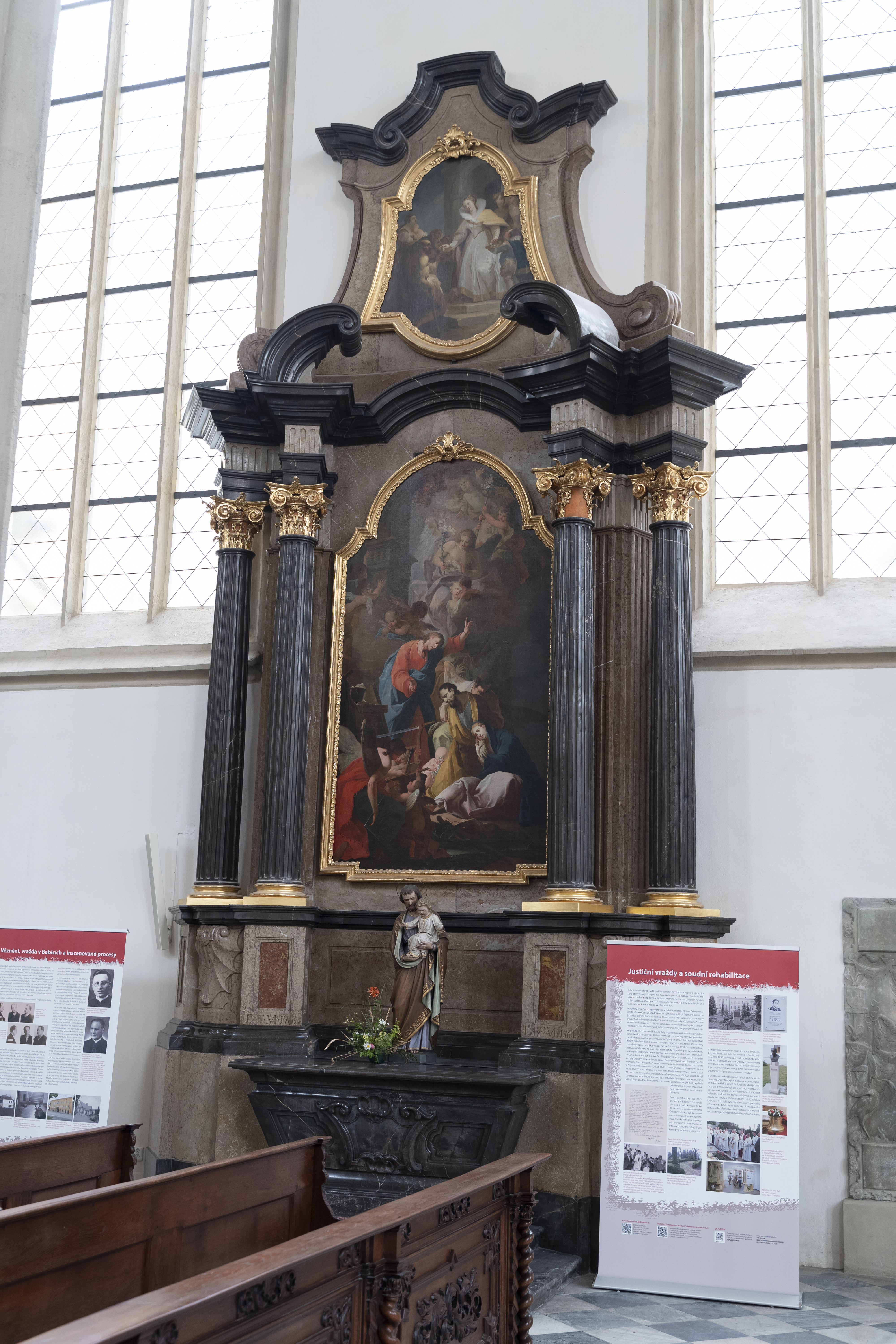
Oltář sv. Josefa
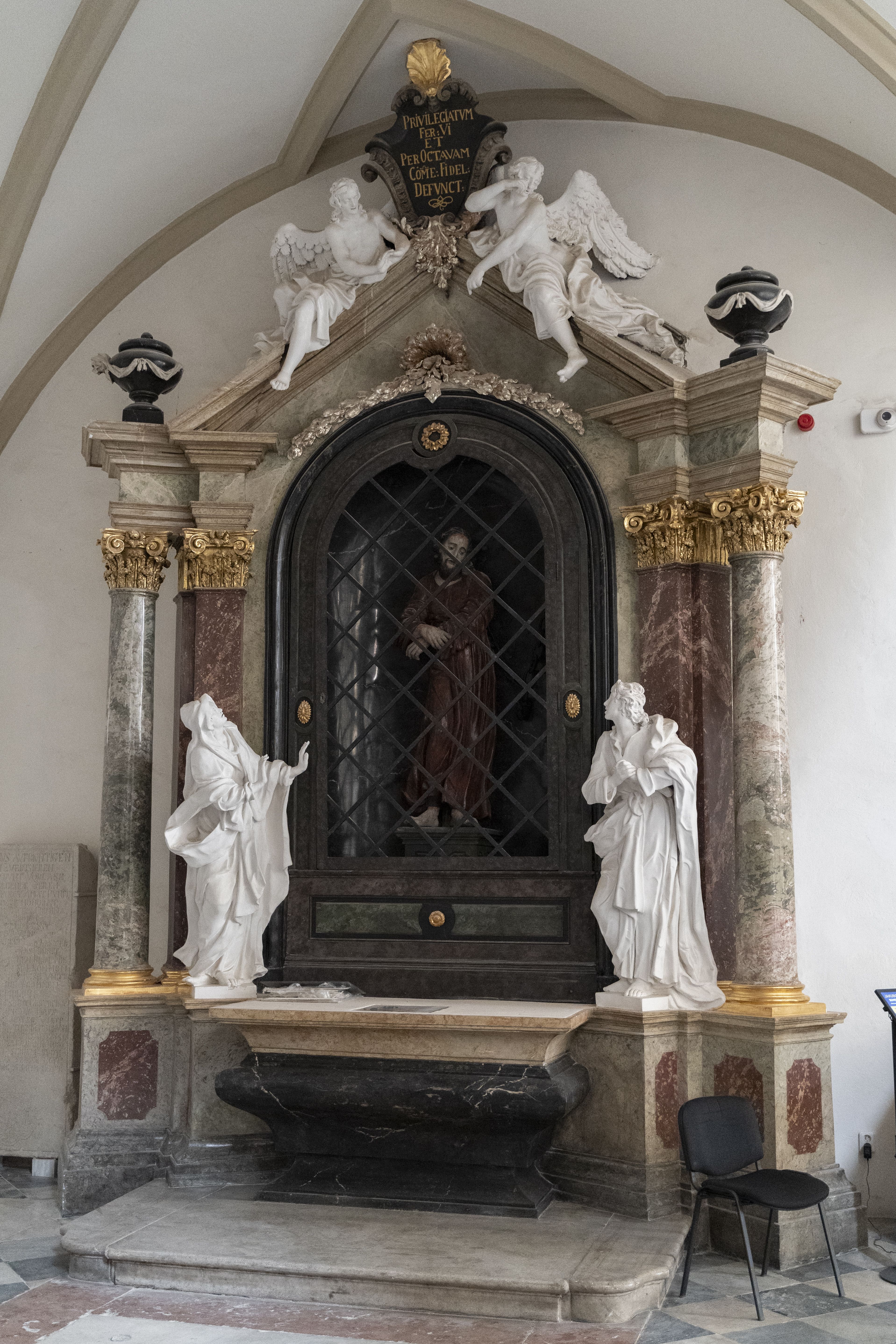
Oltář Krista v žaláři
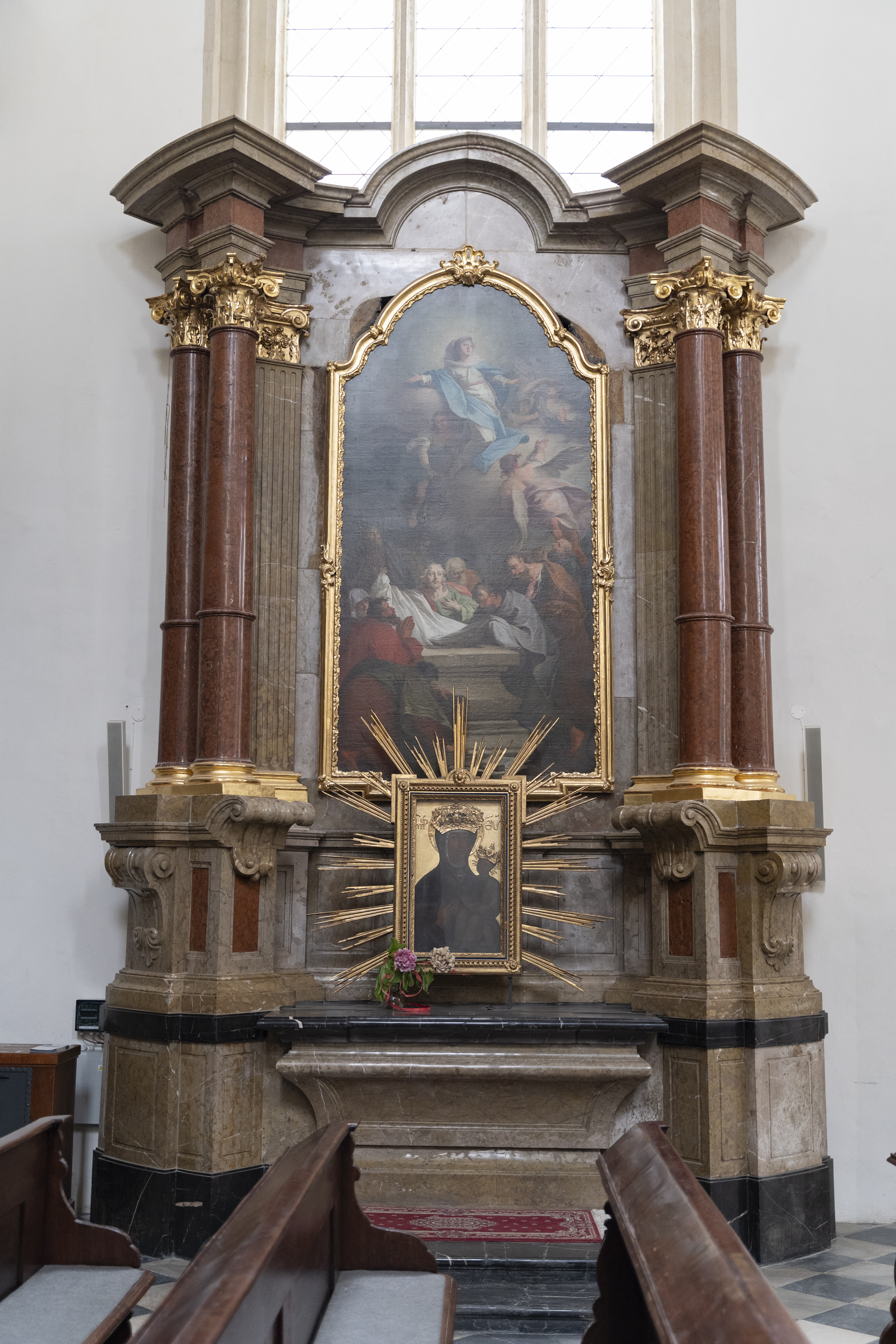
Oltář Nanebevzetí Panny Marie
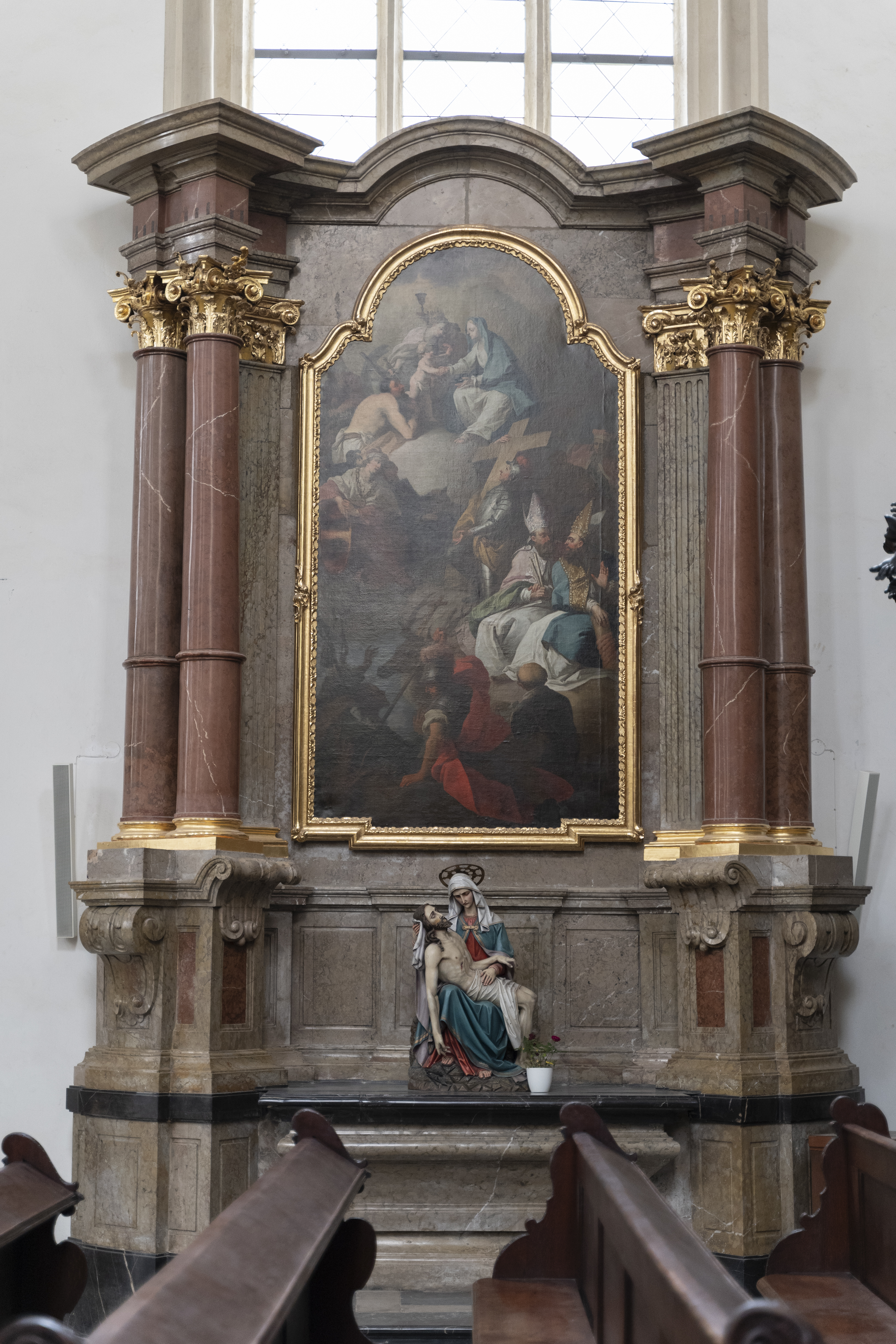
Oltář Čtrnácti sv. Pomocníků